# Schwarz-Rot-Gold

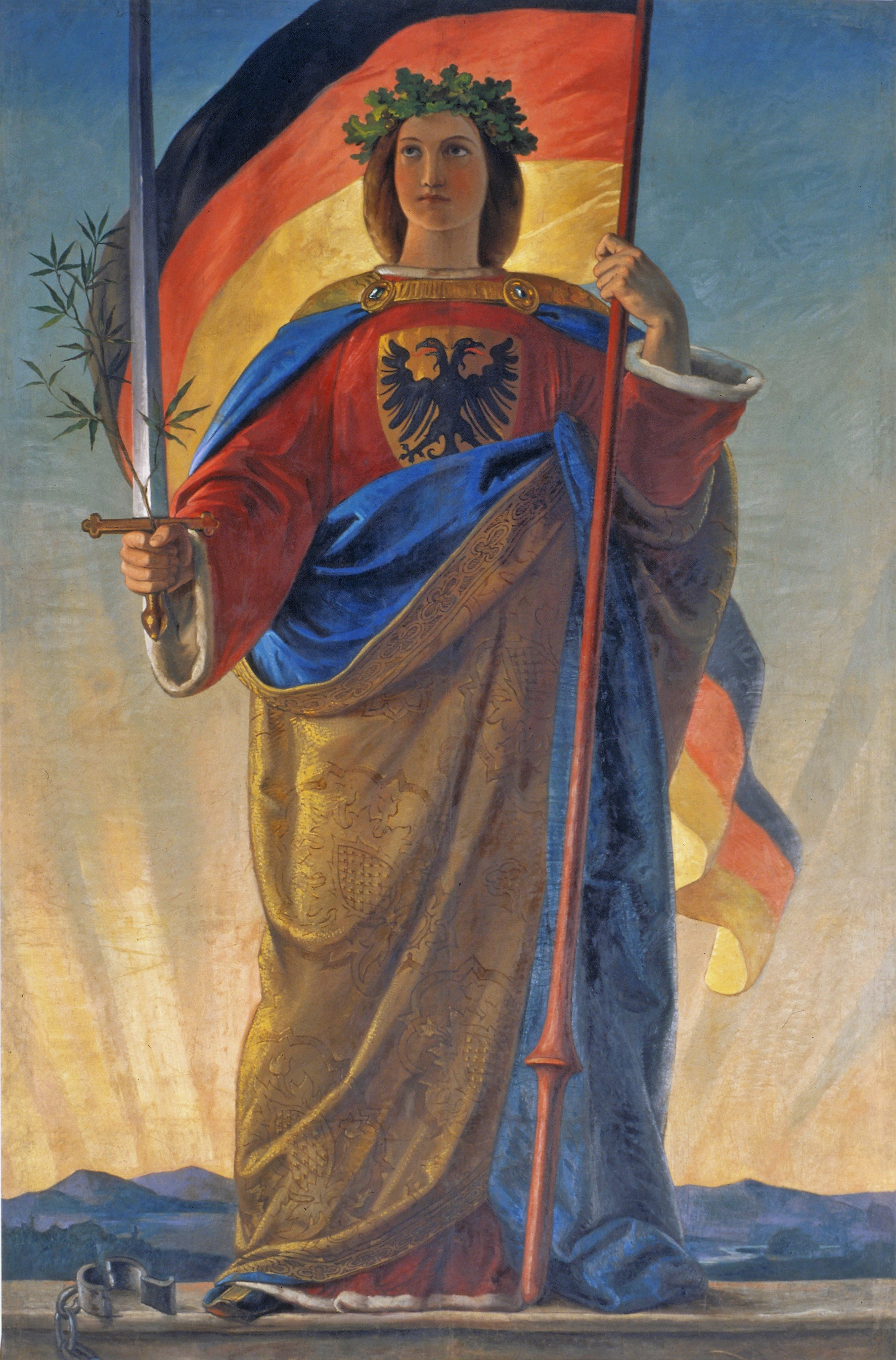
Das Gemälde Germania schmückte 1848 die Frankfurter Paulskirche, wo es anstelle der Orgel platziert wurde.

Schwarz-Rot-Gold sind nach Art. 22 Abs. 2 des deutschen Grundgesetzes die Farben der Flagge der Bundesrepublik Deutschland.
Traditionell führt man die Farben auf die Befreiungskriege von 1813 bis 1815 zurück; Verweise auf das Mittelalter sind nachträglich konstruiert, trugen aber im 19. Jahrhundert erheblich zu ihrer Popularisierung bei. Die Urburschenschaft von 1815 führte diese Farben erstmals und machte sie zu einem Symbol für die deutsche Einheit. Es gab immer noch ca. 40 deutsche Staaten, die nur durch den Deutschen Bund – einen Staatenbund – vereinigt waren. Das Ziel der Studenten waren auch Freiheitsrechte und politische Mitbestimmung. Beim Hambacher Fest 1832 wurde die schwarz-rot-goldene Fahne erstmals (auch) in der heutigen Form geführt und wurde das Symbol für eine deutsche Republik.
Noch vor der eigentlichen Märzrevolution 1848 erklärte der Deutsche Bundestag die Farben zu den offiziellen Bundesfarben. Die Frankfurter Nationalversammlung folgte dem mit einem Reichsgesetz betreffend die Einführung einer deutschen Kriegs- und Handelsflagge vom 12. November 1848. Nach Niederschlagung der Revolution wurden die Farben aus dem öffentlichen Leben zunächst verbannt; im Jahr 1863 wehte allerdings eine schwarz-rot-goldene Flagge anlässlich des Frankfurter Fürstentages. Nach dem Deutschen Krieg von 1866 gründete Preußen mit seinen Verbündeten schließlich den kleindeutschen Bundesstaat (zunächst Norddeutscher Bund, dann Deutsches Kaiserreich). Dabei wurden die Farben Schwarz-Weiß-Rot dieses ersten deutschen Nationalstaats in der Verfassung verankert.
Die Weimarer Republik erklärte in ihrer Verfassung vom 11. August 1919 Schwarz-Rot-Gold zu den Reichsfarben. In dieser Zeit wurde die Flaggenfrage politisch aufgeladen: Die Gegner der Republik von der politischen Rechten lehnten mehrheitlich die neuen Reichsfarben strikt ab und bevorzugten Schwarz-Weiß-Rot. Im Jahr 1933 machten die Nationalsozialisten diese Farben wieder offiziell. Nach dem Zweiten Weltkrieg allerdings entschieden sich beide deutschen Staaten wieder für Schwarz-Rot-Gold.

## Vorläufer und Legenden

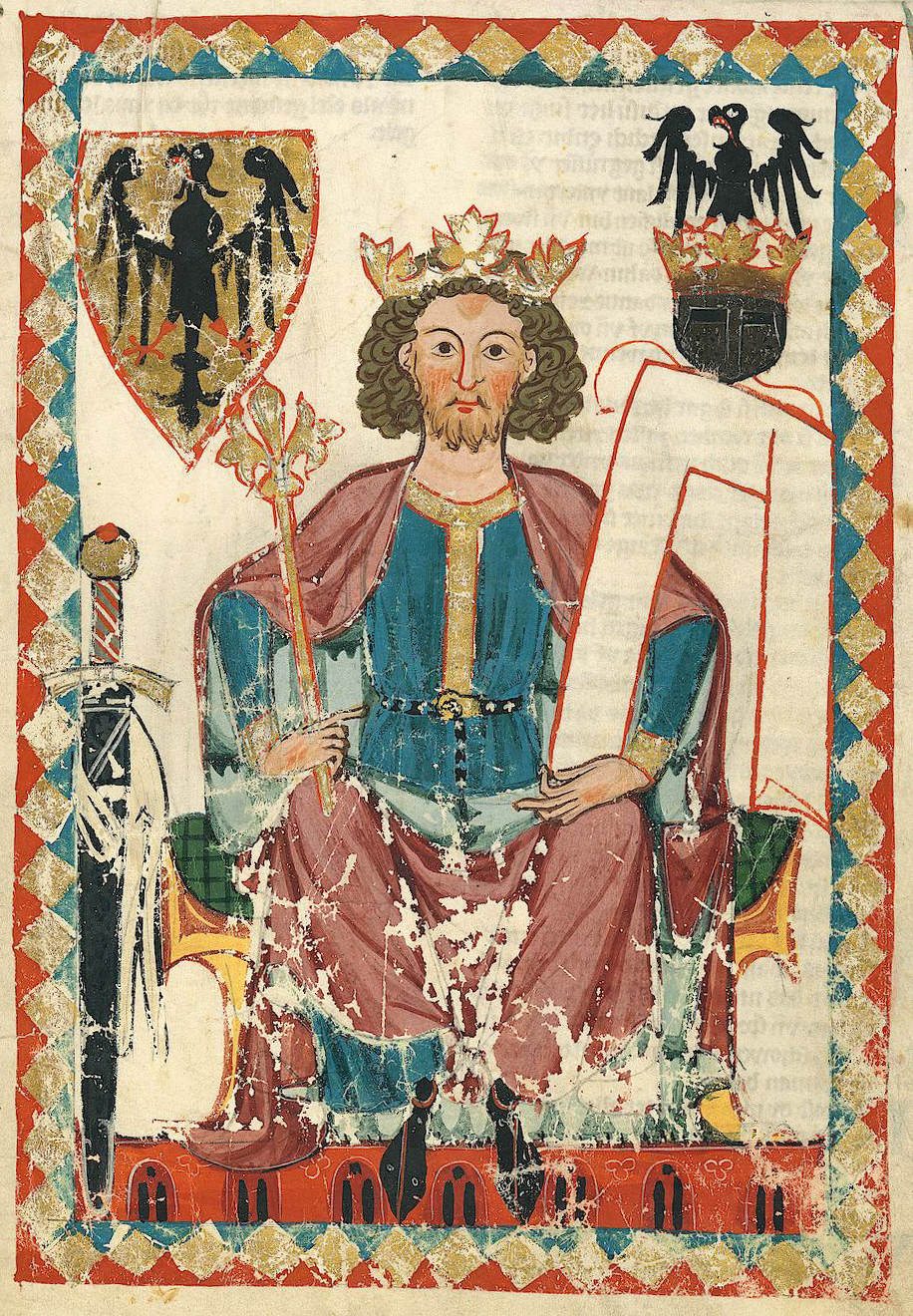
Kaiser Heinrich VI. im Codex Manesse mit dem Reichswappen (im goldenen Schild ein schwarzer, rotbewehrter Adler, als Helmzier auf goldener Krone ebenfalls ein schwarzer, rotbewehrter Adler)

In der Zeit des Heiligen Römischen Reiches deutscher Nation gab es keine Nationalfarben; als kaiserliche Farben wurden Schwarz und Gold verwendet, die in den Wappen vieler Reichsstädte vorkamen (siehe auch Stadtfarben) und vom Kaisertum Österreich noch bis 1918 verwendet wurden.
In der Entstehungszeit der Heraldik im 12. Jahrhundert wurde es üblich, in einen kaiserlich-goldenen Schild den schon seit der Antike als Reichssymbol verwendeten Adler in Schwarz zu setzen. Das erste Reichswappen dieser Art ist auf einem Silberpfennig Kaiser Friedrich Barbarossas zwischen 1172 und 1190 belegt, die erste farbige Darstellung in Schwarz-Gold unter Kaiser Otto IV. zwischen 1198 und 1218.
Ab dem 14. Jahrhundert wurden Fänge und Schnabel des Reichsadlers rot tingiert. Dieses nun dreifarbige Wappen hat seinen frühesten Beleg in der um 1300 entstandenen Heidelberger Liederhandschrift (Codex Manesse) auf einem Bild Kaiser Heinrichs VI. Auf diese Farbgebung (im goldenen Schild ein schwarzer, rotbewehrter Adler) im Wappen des Heiligen Römischen Reiches wurde später oft Bezug genommen, wenn es darum ging, den Ursprung der Farben Schwarz-Rot-Gold zu erklären.
Eine Version der ersten Verwendung von schwarz-rot-goldenen Farben erwähnt die Zeremonie der Wahl von Friedrich Barbarossa zum deutschen König im Jahr 1152: Angeblich sei die Strecke vom Frankfurter Dom bis zum Römerberg mit einem Teppich in den Farben Schwarz, Rot und Gold ausgelegt worden. Nach der Zeremonie wurde dieser Teppich an die Bevölkerung verteilt, wobei viele einzelne Stücke abgerissen wurden. Diese Stofffetzen präsentierte man anschließend in der Stadt als kleine Fähnchen.
Während des Deutschen Bauernkriegs sollen 1525 die Bauern der Landgrafschaft Stühlingen, gemäß Friedrich Engels und dem kommunistischen Politiker und Journalisten Albert Norden, unter der schwarz-rot-goldenen Reichsfahne in den Aufstand gezogen sein.

## Geschichte

### Lützowsches Freikorps

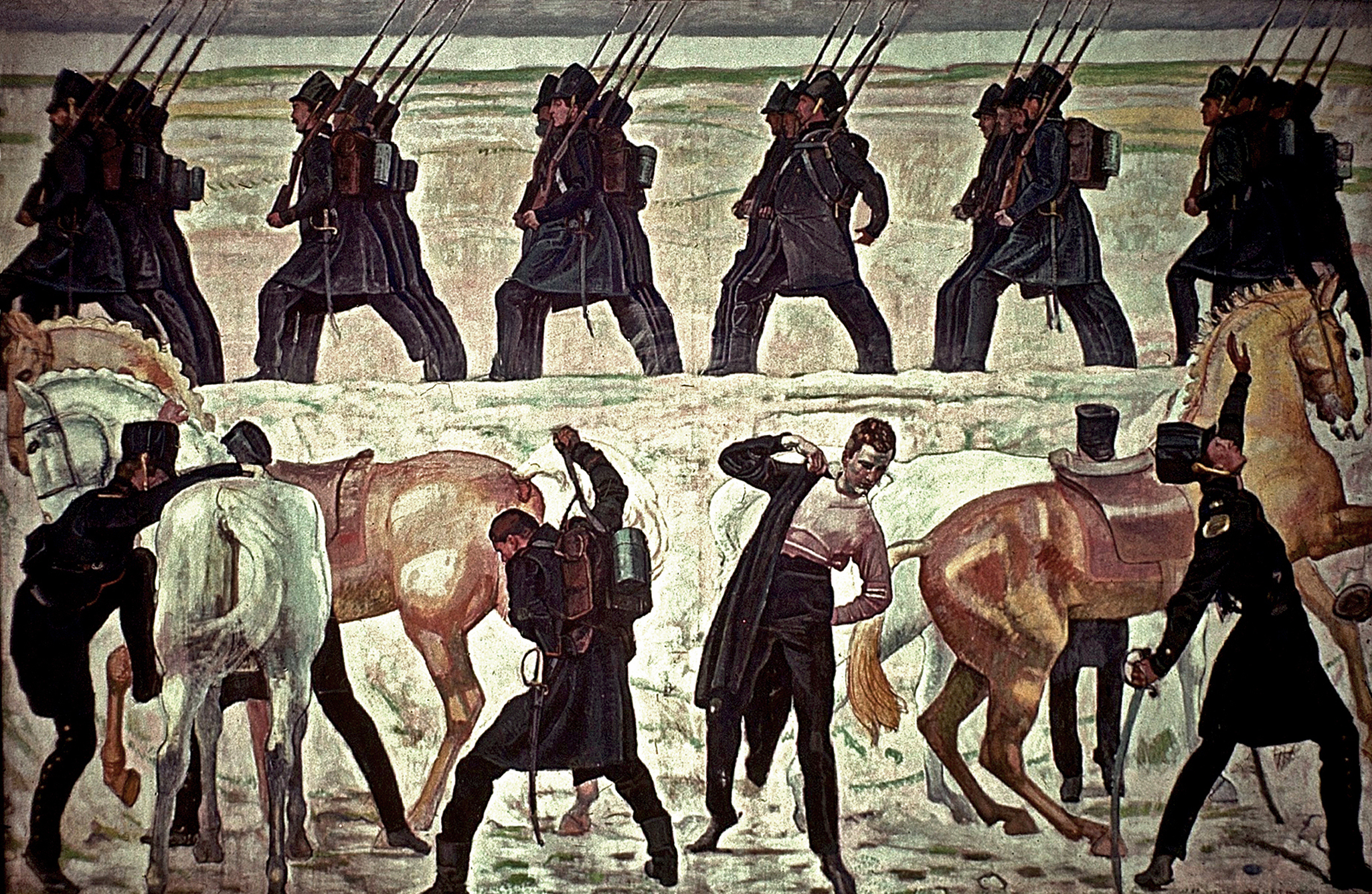
Auszug der Jenenser Studenten in den Freiheitskrieg 1813, gemalt vom Schweizer Ferdinand Hodler für die Universität Jena, 1908

In Zusammenhang mit der Idee eines deutschen Nationalstaats traten die drei Farben erstmals während der Befreiungskriege (1813–1815) gegen Napoléon I. in Erscheinung. Sie entstammen den Farben der Uniformen des Lützowschen Freikorps, einer Freiwilligeneinheit des preußischen Heeres unter Führung von Ludwig Adolf Wilhelm von Lützow. Die Truppe trug schwarze Uniformen mit roten Vorstößen und goldfarbenen Messingknöpfen. Für diese Farbwahl führen Historiker ganz pragmatische Gründe an: Die Angehörigen des Freikorps, darunter viele Studenten und Akademiker, waren sogenannte Selbstversorger, d. h. sie empfingen keinen Sold und rüsteten sich selbst aus. Sie waren deshalb darauf angewiesen, mitgebrachte Bekleidung zur Uniform umzufärben, und das war mit Schwarz als Grundfarbe am leichtesten. Goldfarbene Messingknöpfe waren weit verbreitet und leicht erhältlich. Rot war die Abzeichenfarbe für Aufschläge und Vorstöße. Die Ulanen des Freikorps führten rot-schwarze Lanzenwimpel. „Lützows Schwarze Jäger“ waren damals in der Bevölkerung sehr populär; sie verdankten ihre große Bekanntheit vor allem ihren vielen prominenten Mitgliedern wie dem 1813 gefallenen Dichter Theodor Körner, der dem Freikorps das bekannte Gedicht Lützows wilde Jagd (vertont in veränderter Form von Carl Maria von Weber) widmete, dem „Turnvater“ Friedrich Ludwig Jahn und Joseph von Eichendorff.
Über die weitergehende Verwendung der Farben berichtet Friedrich Christoph Förster, der Kompaniechef von Eleonore Prochaska, in einem Brief, dass er Anfang April 1813 eine schwarz-rote Fahne mit goldenen Fransen in der Dresdner Werbestube der Lützower Jäger gesehen habe. Dabei dürfte es sich um eine von Berliner Frauen gestiftete Fahne aus roter und schwarzer Seide mit goldenen Fransen und der in Gold gestickten Inschrift „Mit Gott fürs Vaterland“ gehandelt haben. Der König lehnte es jedoch am 8. April 1813 ab, dass das Freikorps unter dieser Fahne in den Kampf zog. Angeblich – wie man in der am Grab Theodor Körners gelegenen Mahn- und Gedenkstätte Wöbbelin erfahren kann – unter dem Wahlspruch Von schwarzer Nacht durch rotes Blut der goldenen Sonne entgegen.

### Jenaer Urburschenschaft

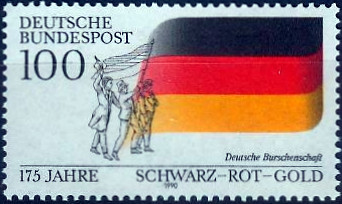
Sonderbriefmarke „175 Jahre Schwarz-Rot-Gold“ der Deutschen Bundespost von 1990

Im Jahr 1815 wurden die Farben des Freikorps für die Fahne der in Jena gegründeten Urburschenschaft verwendet, der einige ehemalige Freiwillige der Lützower Jäger angehörten. Die von der Idee eines deutschen Nationalstaats begeisterten Studenten lösten nach ihrer Rückkehr aus den Befreiungskriegen die bestehenden, nach Herkunftsregionen organisierten Verbindungen („Landsmannschaften“) auf und gründeten eine einheitliche, Studenten („Burschen“) aus allen deutschen Ländern umfassende Burschenschaft – so wie auch die deutschen Länder sich zugunsten eines deutschen Nationalstaats auflösen sollten. Die Satzung der Jenaischen Burschenschaft enthielt den Passus:

„Eingedenk, daß bey den jugendlichen Freuden auch stets der Ernst des Lebens zu bedenken sey, bestimmten sie Roth und Schwarz zu den Farben ihres Paniers.“

Fahne der Urburschenschaft von 1816

Ihre Fahne war Rot-Schwarz-Rot mit einem goldenen Eichenzweig in der Mitte und goldenen Fransen am Rand. Sie war 1816 von den „Frauen und Jungfrauen von Jena“ gestickt worden und wurde auf dem Wartburgfest 1817 erstmals öffentlich gezeigt. Sie befindet sich heute im Stadtmuseum von Jena. Auf der Fahrt zum Wartburgfest, wo Teilnehmer bereits schwarz-rot-goldene Kokarden trugen, dichtete der Kieler Student August Daniel von Binzer ein Lied mit der Textzeile Stoßt an, Schwarz-Rot-Gold lebe! Dies ist die früheste Erwähnung des Dreiklangs Schwarz-Rot-Gold.
Über den Ursprung der Farben der Urburschenschaft ist viel diskutiert worden. Die gängige Theorie besagt, dass viele Studenten der Jenaer Universität während der Befreiungskriege Angehörige des Lützowschen Freikorps waren und ihre Uniformen in Jena als Studentenuniform in ihren Verbindungen weiter trugen. Die schwarz-rot-goldenen Uniformfarben galten ihnen als Symbol für den Kampf um nationale Befreiung und fanden deshalb Verwendung in der Fahne der Urburschenschaft.
Daneben gibt es aber auch die Vermutung, dass die Farben aus den Farben der frühen Corps („Landsmannschaften“) entstanden seien, aus denen die Urburschenschaft hervorgegangen war. So hatte z. B. die Thuringia die Farben „Schwarz-Rot-Weiß von unten“.
Einige der Gründer der Urburschenschaft äußerten sich Jahrzehnte später selbst zur Wahl der Farben, so z. B. Heinrich Herrmann Riemann, ehemals Mitglied der Vandalia und Sprecher der Urburschenschaft und Redner beim Wartburgfest 1817, anlässlich der 300-Jahr-Feier der Universität Jena 1858:

„[…] die Burschenschaft trug, treu ihrem Ursprung, die Farben der Lützower, nämlich Schwarz und Roth mit gold’ner Paspelierung.“

Mitbegründer Carl Horn sagte zu gleichem Anlass:

„Die Wahl der Farben Rot und Schwarz mit Gold verziert, stammt nicht aus den Abzeichen der Landsmannschaften, wenn auch die Farben der Vandalia roth und gold gewesen sind.“

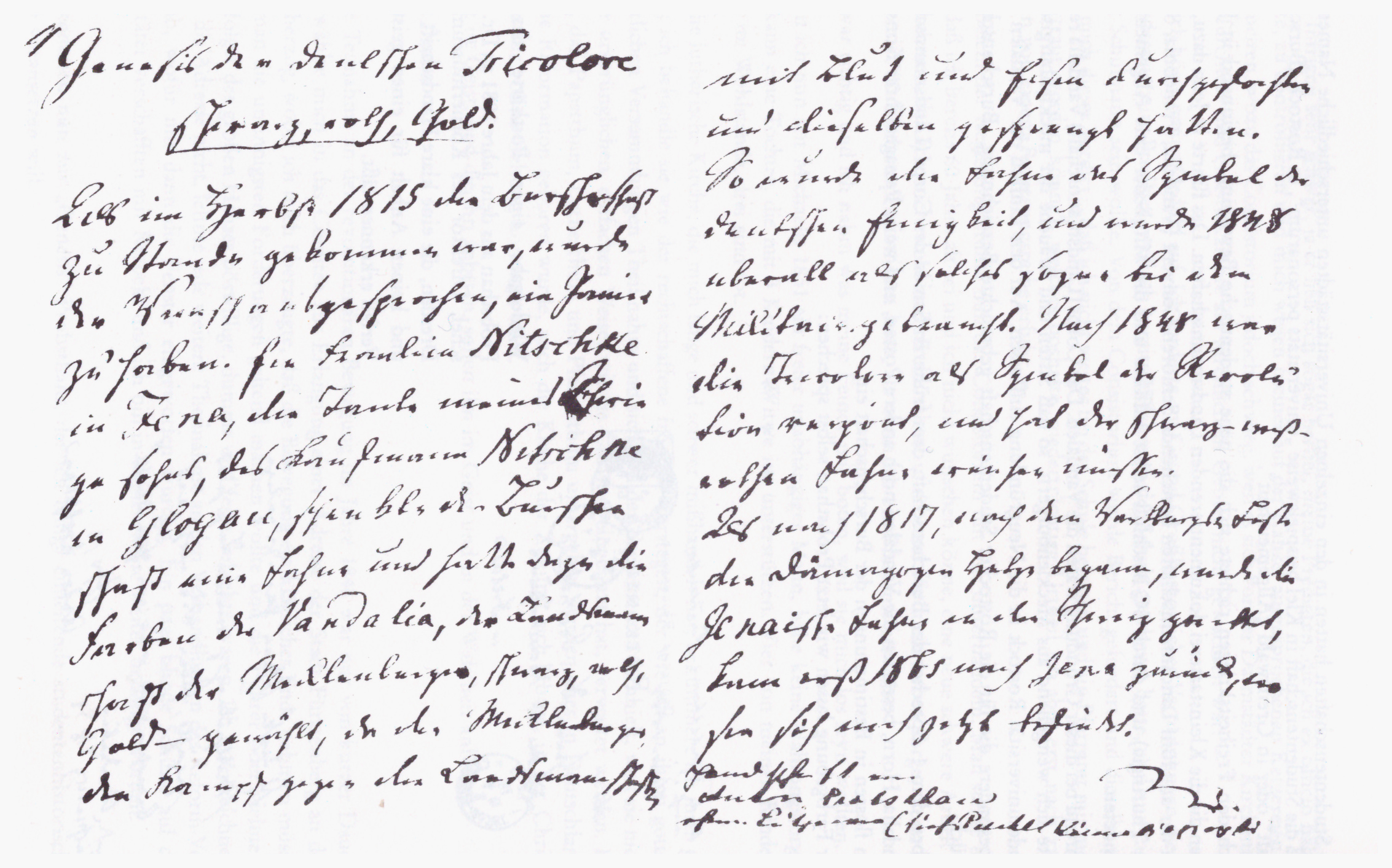
Probsthan: Genesis der deutschen Tricolore

Dagegen bestand Anton Probsthan, ebenfalls wie Horn ehemaliger Vandale, Lützower Jäger und Mitbegründer der Urburschenschaft, in seiner nach 1865 entstandenen und im Stadtarchiv Dresden als Manuskript erhaltenen Genesis der deutschen Tricolore Schwarz-Roth-Gold auf den Farben der Vandalen (Blutigrot-Gold) als Ursprung.
Karl Hermann Scheidler aus Gotha, zuerst Mitglied der Thuringia und dann Mitgründer der Jenaischen Urburschenschaft, schrieb 50 Jahre nach der Gründung der Urburschenschaft in der Leipziger „Illustrirten Zeitung“ vom 5. August 1865, Seite 98:

„Ihre Farben – schwarzrothgold – waren eigentlich zunächst die von König Friedrich Wilhelm III. für das Lützow’sche Freicorps gewählten […] Jene Farben waren allerdings zugleich die alten deutschen Reichsfarben und ließen überdies eine auch mehrfach gegebene symbolische Deutung zu […] schwarz als Bezeichnung der Nacht, die während der Fremdherrschaft über Deutschland lag, gold die Morgenröthe der errungenen Freiheit und roth das Herzblut, mit dem sie erkämpft ward.“

Der Deutsche Bund verbot durch die Karlsbader Beschlüsse von 1819 bis 1848 alle selbstverwalteten studentischen Zusammenschlüsse. Anlässlich der Auflösung der Jenaer Burschenschaft dichtete August Daniel von Binzer im Jahr 1819 das Lied Wir hatten gebauet ein stattliches Haus. Dort heißt es in der 7. Strophe:

„Das Band ist zerschnitten,

war Schwarz, Rot und Gold,

und Gott hat es gelitten,

wer weiß was er gewollt!“

Die Niederschrift des Liedes im Stammbuch des ersten Wartburgfestes ist die älteste schriftlich fixierte Erwähnung der Farben Schwarz-Rot-Gold in dieser Reihenfolge. Zunächst hatte Binzer die Reihenfolge „war Roth Schwarz und Gold“ gewählt, dies anschließend aber korrigiert, indem er den Farben die Nummern 1, 2 und 3 zuwies und sie so in die heutige Reihenfolge brachte.
Bis heute tragen die studentischen Burschenschaften sehr häufig Schwarz-Rot-Gold als Couleurfarben, aber auch die Kombinationen Schwarz-Gold-Rot sowie Schwarz-Rot auf Gold sind gebräuchlich. Alle Varianten existieren auch in der umgekehrten Reihenfolge bzw. in der Lesweise von unten (wie bei den Jenenser, Hallenser und Leipziger Verbindungen üblich).
Auch Wilhelm Hauff, der in seinen Studentenjahren in Tübingen der dortigen Burschenschaft angehörte oder ihr zumindest nahestand, schrieb zu Ehren seines Bruders „Seni“ in seinem Gedicht Die Seniade. Ein scherzhaftes Heldengedicht in vier Gesängen aus dem Jahr 1825 mit Bezug auf die Jahre nach 1820 als letzte Strophe:

„Denn nicht ein Meteor, das, schnell entzündet,

Am schwarzen Himmel wieder untergeht,

Nein dieses Rot hat Schöneres verkündet,

Nicht Eitles, was die eitle Zeit verweht,

Die schwarze Nacht muß sinken,

Ein Morgenrot erblinken.

Schon bricht sein goldner Strahl hervor mit Kraft –

Das ist dein Zeichen, teutsche Burschenschaft!“

### Hambacher Fest

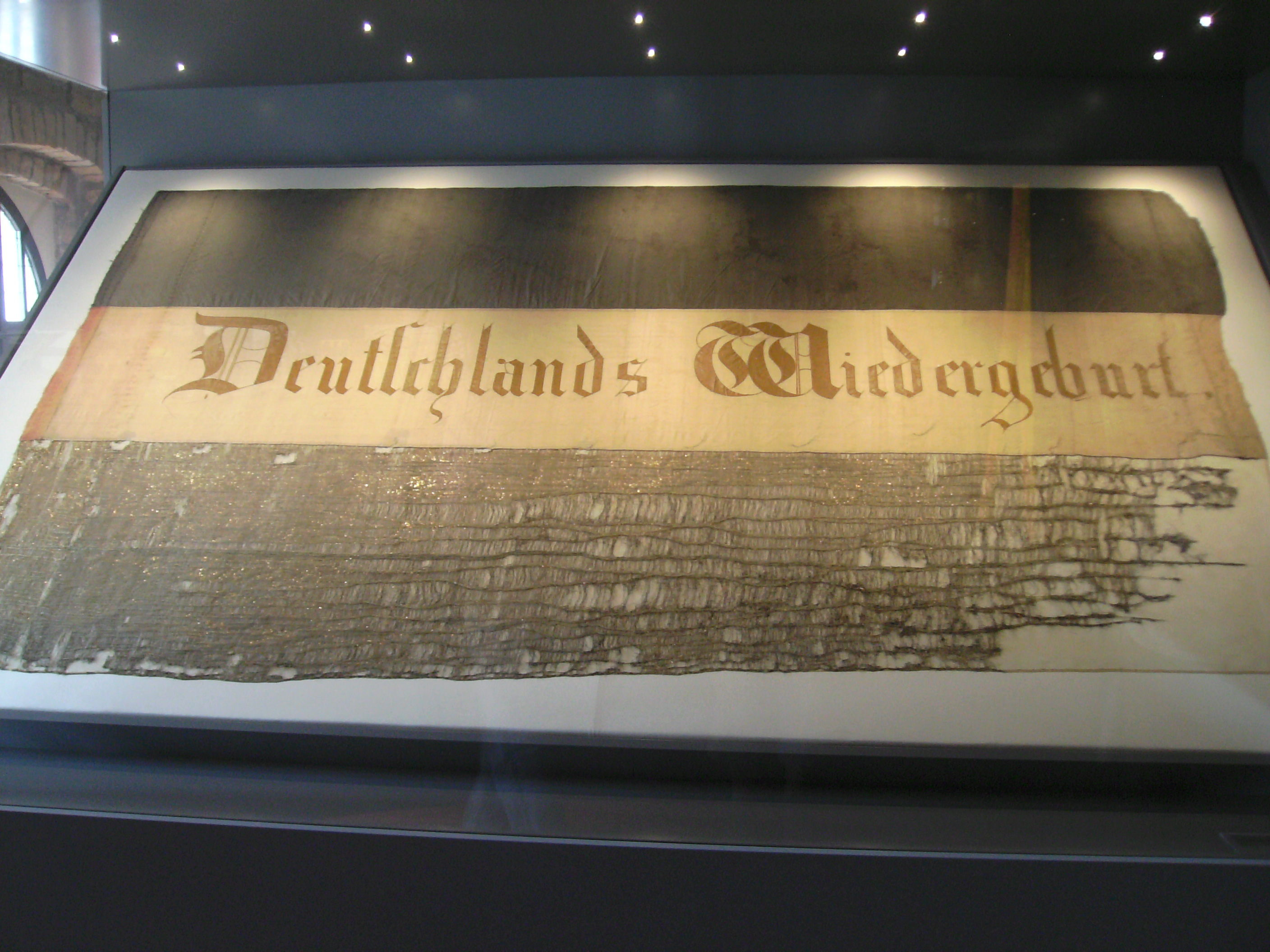
Abreschs „Ur-Fahne“ im Hambacher Schloss

Beim Hambacher Fest im Jahr 1832 wurden viele Schwarz-Rot-Goldene Trikoloren, als Symbol für das Streben nach Freiheit, Bürgerrechten und deutscher Einheit, gezeigt. Die Farben hatten sich bis dahin, im Zusammenhang mit der Burschenschaftsbewegung, weit verbreitet. Deshalb waren die Fahnen auf dem Hambacher Schloss noch mehrheitlich in der burschenschaftlichen Reihenfolge „schwarz-rot-gold von unten“ zu sehen (siehe Abbildung unten). Als Hauptfahne des Hambacher Festes fertigte Johann Philipp Abresch die erste Trikolore in der heute gebräuchlichen Reihenfolge mit der Aufschrift „Deutschlands Wiedergeburt“. Diese „Ur-Fahne“ von 1832 befindet sich heute im Museum im Hambacher Schloss in Neustadt an der Weinstraße.
In einem Hambacher Festlied wurden die Farben des Lützowschen Reiterkorps der Freiheitskriege aktuell umgedeutet:

„Schwarz sei der Trauer ew’ge Nacht,

Die rings ihn soll umgeben,

Solang’ er unter Fürstenmacht

Fortführt sein Sklavenleben.

Rot sei der Farben dunkle Glut,

Die rings er will entzünden.

Auf Thrones Schutt mit edlem Mut

Der Freiheit Reich zu gründen

Gold sei der heil’gen Wahrheit Licht,

Die rings er will verbreiten,

Dass finstrer Mächte Lüge nicht

Mehr hemmt den Gang der Zeiten.“

Nach dem Hambacher Fest und dem gescheiterten Frankfurter Wachensturm im Jahr darauf folgte eine Zeit der reaktionären Unterdrückung, in der die Farben Schwarz-Rot-Gold das Symbol für die Demokratie blieben. Hoffmann von Fallersleben gab in seinem Gedicht „Deutsche Farbenlehre“ von 1843 seiner Hoffnung auf Veränderung Ausdruck. Hoffnungsträger waren für ihn die deutschen Farben:

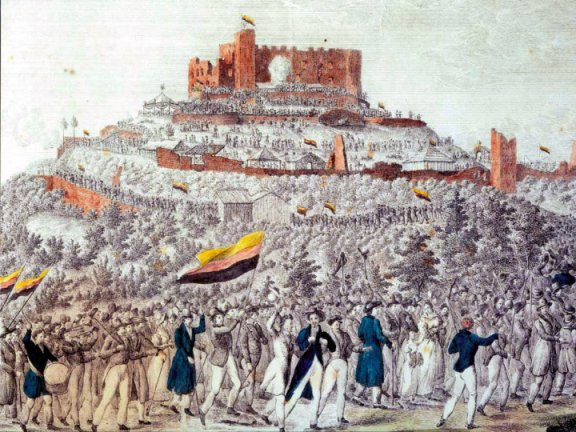
Teilnehmer des Hambacher Fests 1832 mit Flaggen in Schwarz-Rot-Gold (in heute ungewohnter Reihenfolge)

 Deutsche Farbenlehre 
Über unserem Vaterland ruhet eine schwarze Nacht,
und die eigene Schmach und Schande hat uns diese Nacht gebracht.
Ach wann erglänzt aus dem Dunkel der Nacht
unsere Hoffnung in funkelnder Pracht?
Und es kommt einmal ein Morgen, freudig blicken wir empor:
Hinter Wolken lang verborgen, bricht ein roter Strahl hervor.
Ach wann erglänzt aus dem Dunkel der Nacht
unsere Hoffnung in funkelnder Pracht?
Und es zieht durch die Lande überall ein goldnes Licht,
das die Nacht der Schmach und Schande
und der Knechtschaft endlich bricht.
Ach wann erglänzt aus dem Dunkel der Nacht
unsere Hoffnung in funkelnder Pracht?
Lange hegten wir Vertrauen auf ein baldig Morgenrot;
kaum erst fing es an zu grauen, und der Tag ist wieder tot.
Ach wann erglänzt aus dem Dunkel der Nacht
unsere Hoffnung in funkelnder Pracht?
Immer unerfüllt noch stehen Schwarz, Rot, Gold im Reichspanier:
Alles läßt sich schwarz nur sehen, Rot und Gold, wo bleibet ihr?
Ach wann erglänzt aus dem Dunkel der Nacht
unsere Hoffnung in funkelnder Pracht?
(aus: Deutsche Salonlieder 1843)
Eine alternative Deutung der Farben in der DDR setzte Schwarz mit dem verschossenen Pulver der Befreiungs- und Einigungskriege (Deutsches Reich), Rot mit dem dabei und in den Revolutionen 1848/1918 vergossenen Blut und Gold sowohl mit der erhofften goldenen Zukunft als auch mit den dafür erbrachten hochkarätigen Opfern („Gold gab ich für Eisen“) gleich.

### Märzrevolution

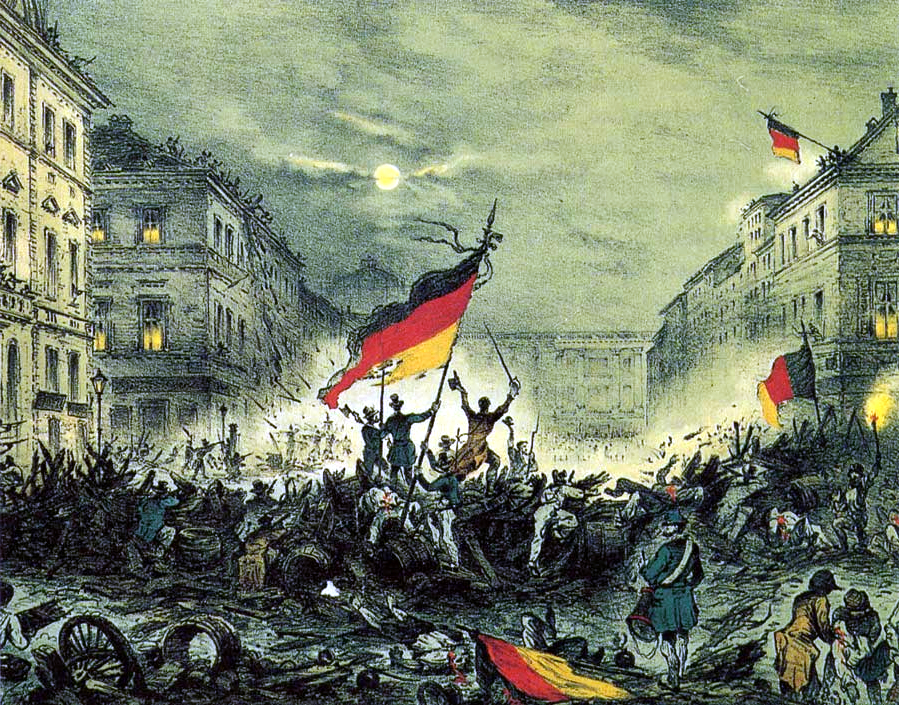
Märzrevolution in Berlin, im Hintergrund das Berliner Schloss, 19. März 1848

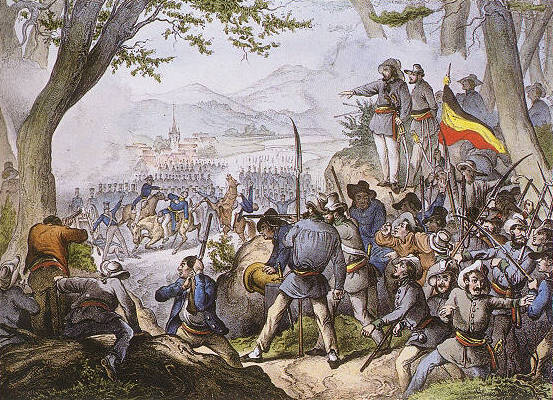
Zeitgenössische Lithografie des Gefechts bei Kandern aus der Perspektive der Revolutionäre am 20. April 1848, bei der der Heckeraufstand niedergeschlagen wurde

Bereits zu Beginn der sogenannten Märzrevolution von 1848 machten die Regierungen der deutschen Staaten Zugeständnisse in der Symbolik: Sie eigneten sich vielmals die bislang verbotenen Farben Schwarz-Rot-Gold an. Die Bundesversammlung des Deutschen Bundes, umgangssprachlich auch Bundestag genannt, erklärte in ihren Beschlüssen Anfang 1848, mit denen sie das Volk beruhigen wollte, Schwarz-Rot-Gold zu den Bundesfarben:

„Eben so werden die Bundesfarben der deutschen Vorzeit zu entnehmen seyn,

wo das deutsche Reichspanier schwarz, roth und golden war.“

Damals am 9. März 1848 war der Bundestag, die Vertretung der Mitgliedsstaaten, noch nicht mit liberalen Reformern besetzt. Der Bundestag entschied später, am 20. März, dass die schwarz-rot-goldene Flagge in allen Bundesfestungen und bei den Bundestruppen zu verwenden sei.
Am 10. März 1848 wehte die schwarz-rot-goldene Fahne auch in Wien vom Stephansdom. Der österreichische Kaiser Ferdinand I. sah sich genötigt, sich mit einer entsprechenden Fahne in einem Fenster der Hofburg zu zeigen.
In Berlin verlief die Entwicklung dramatischer. Dort kam es am 18. März 1848 zu Barrikadenkämpfen. Unter dem Druck der Ereignisse sagte König Friedrich Wilhelm IV. am 19. März in einer Proklamation zu, seine Truppen aus den Straßen Berlins zurückzuziehen. König und Königin mussten den mit schwarz-rot-goldenen Fahnen geschmückten Särgen der gefallenen Aufständischen ihre Reverenz erweisen. Am 21. März ritt der König mit einer schwarz-rot-goldenen Armbinde durch die Stadt und schloss sich damit symbolisch der bürgerlichen Freiheitsbewegung an.
Der Dichter Ferdinand Freiligrath hatte zu diesen Ereignissen am 17. März 1848 in London das später vertonte Gedicht Schwarz, Roth, Gold. geschrieben, das zum bewaffneten Kampf für eine gesamtdeutsche Republik aufrief. Auch für ihn stellten die Farben die heraldischen Farben des Wappens des Heiligen Römischen Reiches deutscher Nation dar:
 Schwarz-Rot-Gold 
In Kümmernis und Dunkelheit,
Da mußten wir sie bergen!
Nun haben wir sie doch befreit,
Befreit aus ihren Särgen!
Ha, wie das blitzt und rauscht und rollt!
Hurra, du Schwarz, du Rot, du Gold!
Pulver ist schwarz,
Blut ist rot,
Golden flackert die Flamme!
Das ist das alte Reichspanier,
Das sind die alten Farben!
Darunter haun und holen wir
Uns bald wohl junge Narben!
Denn erst der Anfang ist gemacht,
Noch steht bevor die letzte Schlacht!
Pulver ist schwarz,
Blut ist rot,
Golden flackert die Flamme!
…
Die Freiheit ist die Nation,
Ist aller gleich Gebieten!
Die Freiheit ist die Auktion
Von dreißig Fürstenhüten!
Die Freiheit ist die Republik!
Und abermals: die Republik!
Pulver ist schwarz,
Blut ist rot,
Golden flackert die Flamme!
…
(aus: Neuere politische und soziale Gedichte, 1849–1851)

### Frankfurter Nationalversammlung

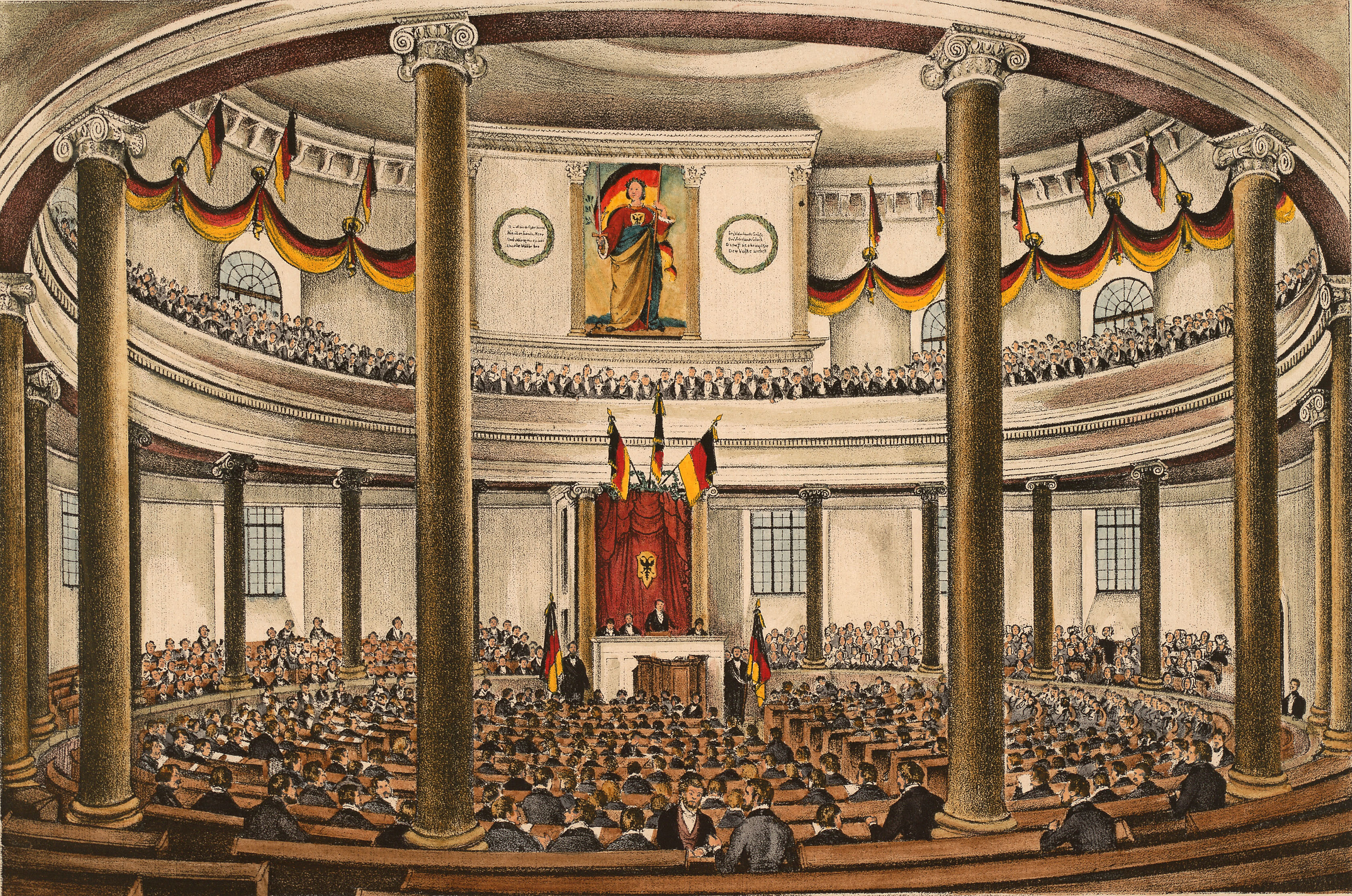
Die Nationalversammlung in der Paulskirche

Kriegsflagge zur See, 1848

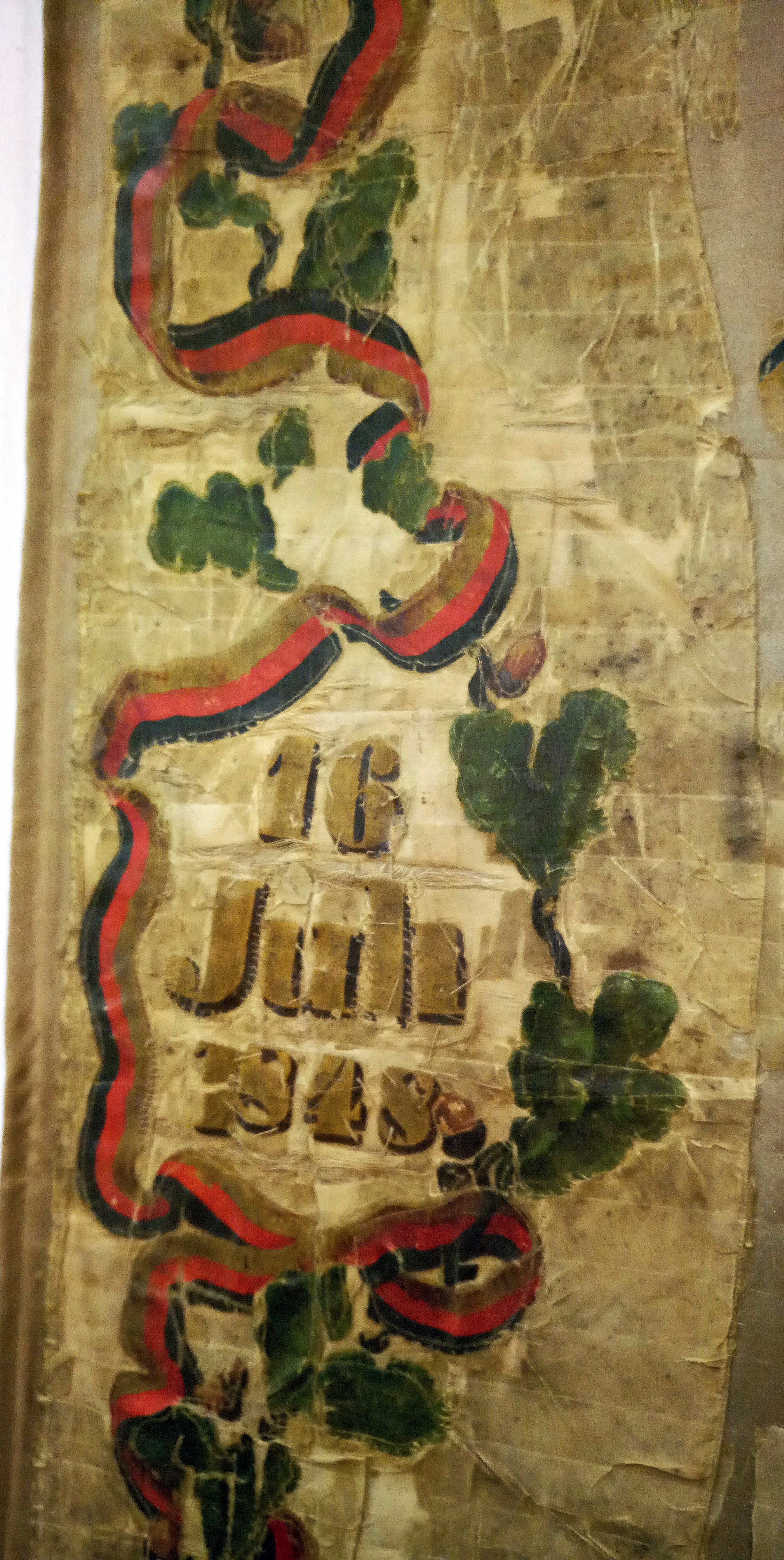
Fahne Gesangverein Kindenheim (Rheinland-Pfalz), von 1848, Detail der schwarz-rot-goldenen Umrahmung

Am 18. Mai 1848 trat in Frankfurt am Main die Nationalversammlung zum ersten Mal zusammen. Dabei zogen 7000 Menschen durch die schwarz-rot-gold geschmückten Straßen. Der Saal in der Paulskirche war ebenfalls in diesen Farben geschmückt und mit dem doppelköpfigen Reichsadler ausgestattet. Ebenfalls unter diesen Farben zog im Juli der Reichsverweser in die Stadt ein.
Die Nationalversammlung erließ am 12. November 1848 ein Gesetz über die Kriegs- und Handelsflagge, das die Farben Schwarz-Rot-Gold festlegte. Dabei erhielt die Kriegsflagge zusätzlich zu den drei Farben noch in einem gelben Obereck am Flaggenstock den „doppelten schwarzen Adler mit abgerundeten Köpfen, ausgeschlagenen roten Zungen und goldenen Schnäbeln und desgleiche offenen Fängen“.
Beim Umsetzen dieser Gesetzgebung stellte sich heraus, dass die deutsche Zentralgewalt die Handelsflagge nicht gegen den Widerstand der Einzelstaaten durchsetzen konnte. Nur die neu aufgestellte Reichsflotte führte die schwarz-rot-goldene Flagge auf ihren Kriegsschiffen. Allerdings war diese Flagge den auswärtigen Staaten nicht offiziell angezeigt worden, so dass zum Beispiel die britische Seemacht sie als „Piratenflagge“ betrachtete. Auch wurde die Reichsflotte bereits 1852 wieder aufgelöst; ihre Schiffe wurden versteigert.
Die von der Nationalversammlung ab 28. März 1849 verabschiedete und nie in Kraft getretene Frankfurter Reichsverfassung des entstehenden Deutschen Reiches enthielt keine Bestimmung über die Farben (oder andere Symbole), die damals für selbstverständlich gehalten wurden. Die Revolution wurde gewaltsam niedergeschlagen; am 2. September 1850 wurden die Farben Schwarz-Rot-Gold vom Turm der Paulskirche eingeholt, am 15. August 1852 vom Frankfurter Bundespalais, dem Sitz des Bundestages. In einigen deutschen Staaten wurden diese Farben ausdrücklich verboten.
Dennoch blieben die Farben das Symbol der republikanisch-revolutionären und antimonarchischen Bewegung in Deutschland und für viele die „wahre“ Flagge Deutschlands. So wurde sie beispielsweise 1863 auf dem deutschen Fürstentag in Frankfurt gehisst, als Österreich die nationale Frage in seinem Sinn vorantreiben wollte.
Heinrich Heine brachte seine Enttäuschung über das Scheitern der Demokratiebewegung später in seinem Gedicht Michel nach dem März zum Ausdruck und bezieht sich in seiner Kritik auch auf die Farben:

„Doch als die schwarz-rot-goldene Fahn,

Der altgermanische Plunder,

Aufs neue erschien, da schwand mein Wahn

Und die süßen Märchenwunder.

Ich kannte die Farben in diesem Panier

Und ihre Vorbedeutung:

Von deutscher Freiheit brachten sie mir

Die schlimmste Hiobszeitung.“

Die Entscheidung um die Vorherrschaft bei der Einigung Deutschlands fiel im Deutschen Krieg von 1866, als Österreich und Preußen mit ihren jeweiligen Bundesgenossen gegeneinander ins Feld zogen. Das VIII. Armeekorps, die sogenannte Reichsarmee, bestehend aus Truppenkontingenten süddeutscher Staaten, die auf Seiten Österreichs kämpften, führte dabei Schwarz-Rot-Gold auf Armbinden.

### Norddeutscher Bund und Kaiserreich
Das Königreich Preußen bestimmte von nun an die Bedingungen der Einigung und setzte Zeichen bei der Symbolik. So formte der Norddeutsche Bund seine Flagge aus den Farben Preußens (Schwarz-Weiß) und den Farben der norddeutschen Hansestädte (Weiß-Rot) zu einer Trikolore in Schwarz-Weiß-Rot. Diese Flagge wurde ab der Reichsgründung 1871 auch als Handelsflagge des Kaiserreichs übernommen. Die allgemein anerkannten Farben schwarz-rot-gold konnten schon deshalb keine Verwendung finden, weil die Truppen des Deutschen Bundes 1866 vielfach mit derartigen Armbinden ins Feld gezogen waren. Aber interessanterweise setzte eben die Reichsverfassung auch gar keine eigentliche Nationalflagge fest. Erst in den neunziger Jahren wurde Schwarz-Weiß-Rot für die „Kauffahrteischiffe“ in die Rolle einer wirklichen „Nationale“ überführt, gleichsam faute de mieux. Und die Deutsch-Österreicher führten bis 1918 Schwarz-Rot-Gold als Kennzeichen, was die Entscheidungen der jungen deutschen Republik nicht unwesentlich beeinflusst hat, die Trikolore von 1848 zu wählen.
Auch einige rechtsextreme Gruppierungen und Parteien wählten die Farben Schwarz-Rot-Gold als Ausdruck ihrer „nationalen Opposition“. So hieß es in den „Leitzielen“ der im Jahr 1900 aus der Spaltung der Deutsch-Sozialen Reformpartei hervorgegangenen antisemitischen Gruppierung gleichen Namens: „Wir brauchen ein deutsches Zentrum, eine deutsch-soziale Reformpartei. Ihr Banner sei schwarz-gold-rot, die Fahne des geeinten Großdeutschlands (österreichisch schwarz-gold und deutsch schwarz-weiß-rot vereinigt)“.
Der in völkischen und antisemitischen Kreisen beliebte Autor Julius Langbehn erklärte bereits im Jahr 1890 in seinem Buch Rembrandt als Erzieher die Farben Schwarz-Rot-Gold zu „deutschen Idealfarben“. Er erklärte unter anderem, dass die politische Entwicklung in Deutschland noch nicht abgeschlossen und daher ein abermaliger Wechsel der Nationalfarben erforderlich sei:

„Wenn man die bloß geistige und Racengemeinschaft in Betracht zieht, welche das jetzige Deutschland mit Österreich verbindet und derselben irgendeinen Ausdruck geben wollte, so dürfte sich eine Herübernahme des österreichischen Gelb in die deutsche Flagge als erstes empfehlen. Auch auf diesem Wege würde man wieder zu Schwarzrothgold gelangen.“

Insgesamt sah das gesamte „großdeutsche Lager“ in Schwarz-Rot-Gold den Ausdruck der eigenen politischen Zielsetzung. Neben den antisemitischen Parteien gehörten dazu vor allem auch die Linksliberalen in Bayern, Baden und Württemberg.
Die Farben Schwarz-Rot-Gold spielten auch eine nicht unbedeutende Rolle in der Völkischen Bewegung. Grundsätzlich bestand dort die Tendenz, die Farben der alten Nationalbewegung zu übernehmen und für die eigenen Zwecke anzupassen. Vertrat man zunächst bei der Interpretation der schwarz-rot-goldenen Farben noch die Auffassung, das Schwarz stehe für den Reichsadler, das Rot für seine Bewehrung und das Gold für das Wappenfeld, so änderte sich die Deutung bald. Durch eine Veränderung des politischen Idealbildes kam es zur Ausbildung esoterischer Vorstellungen und einer Verbindung der Farben mit der germanischen Götterwelt: Danach sollten die nun so bezeichneten „Wotans-Farben“ zurückgehen auf den schwarzen Adler als heiligen Vogel Odins, auf den roten Schild des germanischen Kriegsgottes Zio und auf den „golden wallenden Lockenschmuck unserer Ahnen“. Andere Gruppen stellten bei der Interpretation der Farben Zusammenhänge mit völkischen Verschwörungstheorien her. Eine so genannte „Deutsche Loge“ vertrat die Auffassung, die Farben symbolisieren den Kampf gegen die schwarze, die rote und die goldene Internationale. Die so zum „völkischen“ gemachten Farben Schwarz-Rot-Gold wurden von verschiedensten völkisch orientierten Gruppen, wie dem „Deutschen Schulverein“ oder dem „Deutschen Volksbund“ verwendet. In den Jahren 1904 und 1905 erschien in Stuttgart eine Zeitschrift mit dem Titel „Schwarz-Rot-Gold“ und in zahlreichen Vereinigungen war der Ruf „Heil Schwarz-Rot-Gold!“ eine beliebte Form, seine Wertschätzung für die Farbkombination zum Ausdruck zu bringen.
Hin und wieder wurde an Stelle des Liedes „Wacht am Rhein“ auch das Lied „Midgard“ gesungen:
Stoßt an, Schwarz-Rot-Gold lebe!
Hurra Hoch! Der die Sterne lenkt am Himmelszelt,
Der ist’s, der uns’re Fahne hält.
Heil, Deutschland, Heil!
Stoßt an! Midgard soll leben!
Hurra hoch! Von des Bottenmeeres höchstem Hort,
bis Donau, Zuidersee und Fjord.
Heil Midgard! Heil!
(aus: Der Deutsche Herold, München, o. J. (vor 1914))

### Schwarz-Rot-Gold in Österreich
Die Farben Schwarz-Rot-Gold lebten seit der Revolution von 1848 vor allem in den österreichischen Burschenschaften und der Turnerbewegung fort. Eine propreußische bzw. „großdeutsche“ Tendenz machte sich schon in den 1860er Jahren bemerkbar. Bedeutsamerweise wurde die schwarz-rot-goldene Fahne des 1. Wiener Turnvereins von 1861 in der Ostsee getauft. Die steigende Popularität der Farben konnte auch durch Verbote und Strafandrohungen der Regierung nicht beseitigt werden. Eine besondere Rolle bei der Verbreitung der schwarz-rot-goldenen Farben spielte der österreichische, deutschnationale Politiker Georg von Schönerer, der unter anderem glühender Verehrer von Kaiser Wilhelm I. sowie von Otto von Bismarck war. Als solcher verfocht er unter anderem die Idee einer Vereinigung Österreichs mit dem Deutschen Reich. Selbst nachdem die Schönererbewegung ihre Bedeutung deutlich eingebüßt hatte, blieb Schwarz-Rot-Gold beliebt und wurde teilweise als „Kampffarbe gegen den Panslawismus“ (panslawische Farben = rot-weiß-blau) eingesetzt. Noch kurz vor Ausbruch des Ersten Weltkriegs im Jahr 1914 war Schwarz-Rot-Gold insbesondere im jüngeren Teil der Bevölkerung die vorherrschend gezeigte Farbkombination. Mit dieser und dem Tragen der Kornblume (der Parteiblume Schönerers) sollte die großdeutsche Gesinnung hervorgehoben werden.
Adolf Hitler äußerte sich in Mein Kampf zu Schwarz-Rot-Gold: Er erklärte, die Trikolore habe vor allem in Deutschösterreich einmal einen guten Sinn als „bürgerliche Parteifahne“ und Ausdruck großdeutscher Ziele gehabt. Er verschwieg in diesem Zusammenhang jedoch die offensichtliche Vorbildrolle, die die österreichische DAP gespielt haben dürfte, denn die österreichischen Nationalsozialisten verwendeten selbstverständlich Schwarz-Rot-Gold, um ihre Zugehörigkeit zum deutschnationalen Lager deutlich zu machen. Ihr Parteiabzeichen bestand unter anderem aus einem schwarz-rot-goldenen Schildfuß. Auch trugen Saalordner noch im Jahr 1920 auf dem so genannten „Zwischenstaatlichen Vertretertag“, bei dem auch Hitler anwesend war, schwarz-rot-goldene Armbinden.

### Weimarer Republik und Drittes Reich

Flagge des Reichspräsidenten 1919 bis 1921

Mit Gründung der Weimarer Republik 1919 wurde Schwarz-Rot-Gold zur Nationalflagge Deutschlands. Allerdings wurden in der Handelsflagge aus Gründen der internationalen Erkennbarkeit die alten Farben Schwarz-Weiß-Rot zunächst weiterverwendet; aufgrund eines Kompromisses wurde dann im Juli 1919 ein schwarz-weiß-rotes Grundtuch mit Schwarz-Rot-Gold in der linken oberen Ecke angenommen. Ein ähnlicher Kompromiss setzte sich im November 1920 auch für die noch stärker umstrittene, da für das Militär höchst symbolträchtige Reichskriegsflagge durch. Diese Regelung galt bis 1933, als das schwarz-rot-goldene Eck wieder entfernt wurde.

#### Großdeutsche Symbolik
Obwohl konservative, monarchistische Kräfte und radikale Rechte die neue Nationalflagge später als Schwarz-Rot-Gelb, Schwarz-Rot-Senf, Schwarz-Rot-Mostrich oder derb auch Schwarz-Rot-Scheiße verhöhnten und die alten kaiserlichen Farben Schwarz-Weiß-Rot befürworteten, kam der erste Vorschlag, Schwarz-Rot-Gold zu den Reichsfarben zu machen, von der politischen Rechten. Ein bereits am 9. November 1918 vom Alldeutschen Verband publizierter Aufsatz propagierte klar diese Farben:

„Die Geburtsstunde Großdeutschlands naht! […] Jubelt den alten schwarz-rot-goldenen Farben zu! Schmückt wie Wien eure Häuser mit den schwarz-rot-goldenen Fahnen, tragt Schleifen und Bänder Schwarz-Rot-Gold und zeigt aller Welt von Aachen und Königsberg bis Bozen, Klagenfurt und Laibach, daß wir sind ein einzig Volk von Brüdern, in keiner Not uns trennend und Gefahr.“

Dieser Aufruf traf jedoch sowohl innerhalb des Verbandes als auch bei anderen rechten Gruppierungen auf heftigen Widerstand. Nach anfänglichen Sympathien erklärten sich auch die Burschenschaften nicht mit der Übernahme „ihrer“ Farben als Nationalflagge Deutschlands einverstanden, da nach ihrem Verständnis auch Österreich zu einem vereinten Deutschland gehörte. Der Burschentag beschloss dazu 1920:

„Wenn jetzt in der Nationalversammlung mit schwacher Mehrheit die Farben schwarz-rot-gold zu den neuen Reichsfarben erklärt worden sind, so können diese nicht als nationales Einheitssymbol der alten Burschenschaft angesehen werden.“

In der Debatte um die neue Reichsflagge nahm Reichsminister Eduard David (SPD) ebenfalls unter Hinweis auf die großdeutsche Symbolik Stellung:

„Wir müssen nach einem Symbol suchen, das über alle Parteigegensätze und alle Parteifahnen hinaus von möglichst allen Parteien als Ausdruck der Zusammengehörigkeit der Volksgemeinschaft, die höher ist als alle Parteien, angesehen und empfunden wird. Als Symbol für diese innere Einheit, für dieses nationale Gemeinschaftsgefühl, glaube ich, ist das Schwarz-rot-gold durch seine eigenen Geschichte gegeben. Das Schwarz-rot-gold hat auch noch eine andere Bedeutung. Es ist Symbol der großdeutschen nationalen Zusammengehörigkeit. (…) Das großdeutsche Ideal wurde durch die großpreußische Idee verdrängt, (…) und das Symbol der letzteren, das Schwarz-weiß-rot, war das Symbol der Vorherrschaft und Vormachtstellung Preußens in Deutschland.“

#### Annahme in der Nationalversammlung

Dienstflagge zu Land, 1921 bis 1933

In Wirklichkeit waren die Farben am 3. Juli 1919 in der Weimarer Nationalversammlung mit einer sehr deutlichen Stimmenmehrheit von 211 Stimmen bei 90 Gegenstimmen angenommen worden. Die breite Mehrheit aus Sozialdemokraten, Katholiken und Linksliberalen begrüßte den Wechsel zu den Nationalfarben Schwarz-Rot-Gold, mit denen eine Anknüpfung an die Deutsche Revolution 1848/1849 und die Frankfurter Nationalversammlung verbunden war. Dagegen gestimmt hatten zudem nicht nur Befürworter von Schwarz-Weiß-Rot, sondern auch der linksrevolutionären Roten Fahne. Die größten Widerstände kamen jedoch von Anfang an von gegenrevolutionären, monarchistischen und nationalistischen Kräften, vor allem aus dem Militär und der Beamtenschaft, die eine neue Flagge als Symbol für die als illegitim betrachteten revolutionären Umwälzungen vom November 1918 empfanden und deshalb grundsätzlich ablehnten. Unter den Gegnern einer Einführung neuer Reichsfarben befanden sich in der Nationalversammlung auch die bürgerlichen Nationalliberalen, die einen Farbenwechsel als „Angriff gegen die nationale Würde“ empfanden. Auch in der liberalen DDP und im katholischen Zentrum gab es Befürworter der alten Farben.

#### Polarisierung im Flaggenstreit
Als Erklärung für die vehemente Ablehnung der Farben von rechts wurden in Publikationen der Weimarer Zeit verschiedene Legenden bemüht. Immer wieder wurde darauf hingewiesen, dass die Farben Schwarz-Rot-Gold während des Weltkriegs von Exildeutschen als Propagandamittel benutzt worden seien. Diese so genannte Gruppe „Freunde der deutschen Republik“ sei von der französischen Regierung finanziert worden. Noch im Jahr 1918 seien Flugblätter von französischen Flugzeugen über den deutschen Frontlinien abgeworfen worden. Diese riefen zur Desertion und zum Umsturz auf und waren mit schwarz-rot-goldenen Markierungen versehen. Polemik gegen die neuen Reichsfarben kam auch vom esoterischen Flügel der Rechten, die in der Reichsflagge das Zeichen der dreifachen Internationale sahen: Das Schwarz stehe für den ultramontanen Katholizismus, das Rot für den internationalen Sozialismus und das Gold für das internationale Kapital. Allem zusammen habe sich Deutschland unterworfen. Außerhalb Deutschlands wurde Schwarz-Rot-Gold aber auch in der Sozialdemokratie teils abgelehnt. So war es Anfang der 1920er Jahre üblich, auf Deutschen Volkstagen im damaligen Eger in Böhmen Schwarz-Rot-Gold zu flaggen. Die deutschen Sozialdemokraten Böhmens lehnten diese Farben ab und bezeichneten sie als Symbol der deutschen Nationalisten und der Bourgeoisie.
Schwarz-Rot-Gold wurde in den Auseinandersetzungen des sehr emotional geführten Flaggenstreits der 1920er Jahre bis zur Machtübernahme der Nationalsozialisten zum wichtigsten Identifikationssymbol der von gemäßigten Kräften gestützten Republik, während sich die kaiserlichen Farben vom monarchistischen Symbol immer stärker zum allgemeinen Erkennungszeichen der antirepublikanischen Rechten entwickelten. Dadurch erhielten die beiden Trikoloren eine politische Bedeutung, die sie vorher in dieser Ausprägung nicht besessen hatten. Auch die Nationalsozialisten wählten bereits 1920 die Farbgebung Schwarz-Weiß-Rot für ihre Hakenkreuzfahne.

#### Reichsbanner Schwarz-Rot-Gold

Flagge des Reichsbanners Schwarz-Rot-Gold

Am 22. Februar 1924 wurde in Magdeburg die Organisation Reichsbanner Schwarz-Rot-Gold gegründet. Aktiv darin waren die Liberalen (Deutsche Demokratische Partei), das katholische Zentrum, vor allem aber die SPD und die Gewerkschaften. Das Ziel war der Schutz der parlamentarischen Demokratie, die in der Weimarer Republik unter starkem Druck seitens rechts- und linksextremistischer Kräfte stand. Hauptgegner waren der Nationalsozialismus und der Kommunismus. Ihr erster Vorsitzender Otto Hörsing bezeichnete ihre Aufgabe als Kampf gegen Hakenkreuz und Sowjetstern.
Gemäß Satzung war das Reichsbanner ein Bund republikanisch gesinnter Kriegsteilnehmer. Die Mitglieder verbanden ihre Erfahrungen aus dem Ersten Weltkrieg mit ihrem Eintreten für die Demokratie. Das Reichsbanner Schwarz-Rot-Gold wurde bald zu einer der größten Massenorganisationen der Weimarer Republik, der im Jahr 1932 über drei Millionen Menschen angehörten.
In der Endphase der Weimarer Republik wurden die Auseinandersetzungen mit der SA, dem Stahlhelm und dem Rotfrontkämpferbund immer härter, so dass sich das Reichsbanner mit anderen Arbeiter- und Gewerkschaftsorganisationen zusammentat und die Eiserne Front bildete. Zunehmende Militarisierung und die Annahme des Führerprinzips machte die Organisation den radikalen Gruppen immer ähnlicher. Bei Straßenkämpfen und in Saalschlachten verloren 47 Reichsbannerleute ihr Leben.

#### Abschaffung durch die Nationalsozialisten
Nach ihrer Machtergreifung erklärten die Nationalsozialisten Schwarz-Weiß-Rot zu Nationalfarben des Deutschen Reiches und schafften Schwarz-Rot-Gold als nationales Symbol sofort ab, da es als Identifikationssymbol der verhassten Republik galt. Von 1933 bis 1935 wurde aufgrund einer Anordnung von Reichspräsident Paul von Hindenburg vom 12. März 1933 die schwarz-weiß-rote Flagge zusammen mit der Hakenkreuzfahne, die eigentlich die Parteifahne der NSDAP war, gezeigt. Nach Hindenburgs Tod wurde 1935 durch das von Hitler erlassene Reichsflaggengesetz die Hakenkreuzflagge die alleinige Reichsflagge.

Standarte des Reichspräsidenten 1921 bis 1933
Standarte des Reichspräsidenten 1933 bis 1935
Flagge des Reichswehrministers 1919 bis 1933
Reichskriegsflagge 1922 bis 1933 (Kompromisslösung auf Vorschlag des Reichswehrministers)
Reichskriegsflagge 1933–1935 (das Eck wurde im März 1933 wenige Tage nach der Reichstagswahl entfernt)

### Nach dem Zweiten Weltkrieg
Nach dem Ende des Zweiten Weltkrieges wurden alle aus der Zeit des Nationalsozialismus stammenden deutschen Hoheitssymbole durch das erste Kontrollratsgesetz vom 20. November 1945 offiziell aufgehoben. Die deutschen Handelsschiffe fuhren gemäß alliiertem Kontrollratsgesetz Nr. 39 vom 12. November 1946 bis zum 23. Februar 1951 mit dem modifizierten Stander „C“ des Internationalen Signalbuches (siehe Flaggenalphabet), einer schwalbenschwanzförmig ausgeschnittenen Flagge in blau-weiß-rot-weiß-blau. In den Beratungen zur Gründung der Bundesrepublik war zunächst die Flagge des 20. Juli 1944, die ein sogenanntes skandinavisches Kreuz in den Nationalfarben zeigt, favorisiert worden.

C-Doppelstander Erkennungsflagge für deutsche Handelsschiffe (1946–1950)
Flaggenentwurf von Josef Wirmer, Teilnehmer am Attentat vom 20. Juli 1944 (Wirmer-Flagge)
Vorschlag der CDU/CSU im Parlamentarischen Rat 1948 für die deutsche Flagge
Vorschlag von Ernst Wirmer für die deutsche Flagge von 1948

#### Bundesrepublik Deutschland

Bundesdienstflagge

Im Westen verabschiedete der Parlamentarische Rat am 8. Mai 1949 das neue Grundgesetz der Bundesrepublik Deutschland, das die schwarz-rot-goldene Flagge wieder zur Nationalflagge machte.
In Art. 22 GG heißt es ausdrücklich: „Die Bundesflagge ist schwarz-rot-gold.“
Ludwig Bergsträsser, Abgesandter der Sozialdemokraten, begründete das so:

„Die Tradition von Schwarz-Rot-Gold ist Einheit und Freiheit. Diese Flagge soll uns als Symbol gelten, daß die Freiheitsidee, die Idee der persönlichen Freiheit, eine der Grundlagen unseres zukünftigen Staates sein soll.“

Die Bundesdienstflagge der Bundesrepublik Deutschland zeigt zusätzlich den Bundesschild, im goldenen Schild den rotbewehrten, rotgezungten schwarzen Adler, in der dreifarbigen Flagge. Diese Flagge darf jedoch nur von offiziellen Dienststellen der Bundesrepublik Deutschland geführt werden; wird sie von Privatpersonen öffentlich geführt, stellt dies eine Ordnungswidrigkeit nach § 124 OWiG dar und kann mit einem Bußgeld geahndet werden. Die Nationalflagge besteht nur aus den drei Farben.
Die Deutsche Bundespost verwendete bis zum 28. November 1994 eine eigene Dienstflagge. Diese zeigte im roten Streifen, der deutlich breiter als 1/3 war, ein goldenes Posthorn mit schwarzen Konturen.

3:5   Dienstflagge der Seestreitkräfte der Deutschen Marine
Dienstflagge der Deutschen Bundespost 1950–1994
Standarte des Bundespräsidenten
Standarte des Bundeskanzlers
Standarte des Generalinspekteurs der Bundeswehr

Einige westdeutsche Länder – vorwiegend diejenigen, die aus verschiedenen Einzelländern zusammengefügt worden waren, wie Niedersachsen und Rheinland-Pfalz sowie das ab 1956 wieder angegliederte Saarland und das bis 1952 bestehende Land Württemberg-Baden – wählten ebenfalls nach dem Zweiten Weltkrieg Schwarz-Rot-Gold zu ihrer Flagge, allerdings immer in Verbindung mit dem Landeswappen.

Landes- und Dienstflagge Niedersachsens
Dienstflagge Niedersachsens zur See
Landes- und Dienstflagge von Rheinland-Pfalz
Landes- und Dienstflagge des Saarlandes
Landesflagge Württemberg-Badens (1945–1952)

#### Deutsche Demokratische Republik

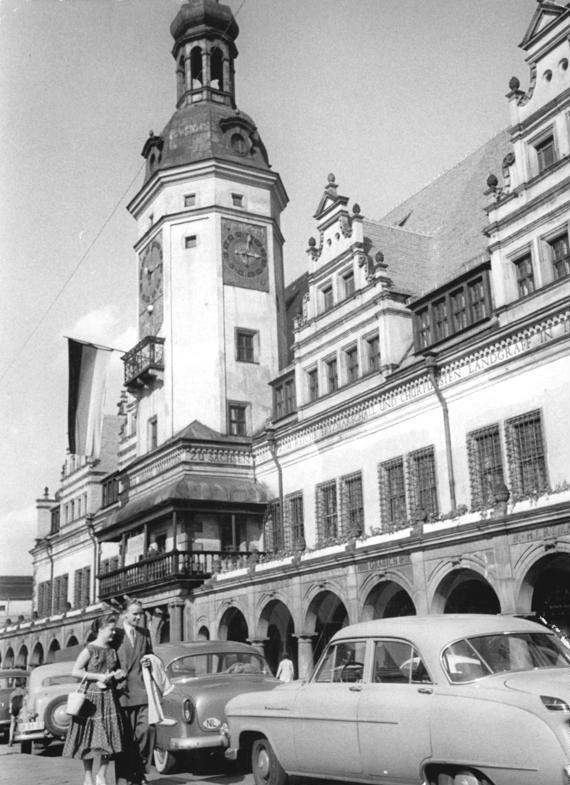
Schwarz-Rot-Goldene Flagge (als Flagge der DDR) am Alten Rathaus in Leipzig, 1956

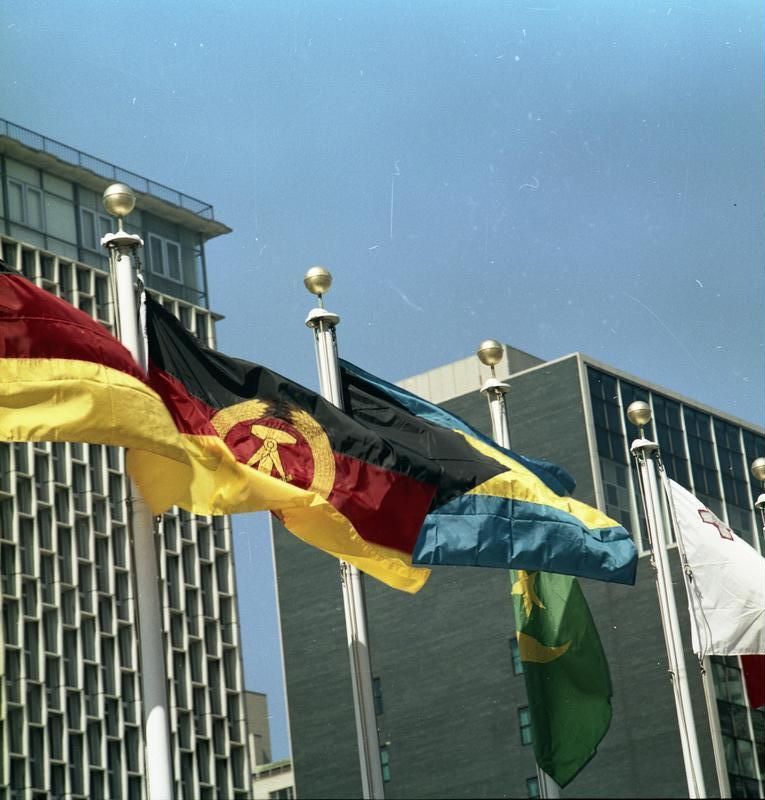
Variante in Schwarz-Weinrot-Gold:
Flaggen der Bundesrepublik und der DDR vor dem UNO-Gebäude in New York (1973)

Flagge der DDR (1959–1990)

In der Sowjetischen Besatzungszone (SBZ) kam die Frage nach einer Flagge für das Territorium bereits anlässlich der Versammlung des Zweiten Deutschen Volkskongresses am 17. und 18. März 1948 auf die Tagesordnung. Während dieser Versammlung war bereits der Gebäudeeingang mit einem Band in den Farben Schwarz-Rot-Gold geschmückt. Schließlich erklärte am 18. Mai 1948 Otto Grotewohl, der erste Ministerpräsident der späteren Deutschen Demokratischen Republik, während einer Sitzung des Verfassungsausschusses, dass als Flagge nur Schwarz-Rot-Gold in Frage komme, da einzig diese Farben alle Deutschen zu einigen vermochten. Friedrich Ebert junior, Sohn des ersten deutschen Reichspräsidenten und damals Vorsitzender des Brandenburger Landtags, stellte daraufhin folgenden Antrag:

„Der Deutsche Volksrat wolle beschließen, den Verfassungsausschuss zu beauftragen, in den Entwurf einer Verfassung eine Bestimmung darüber aufzunehmen, daß die Farben der Deutschen Demokratischen Republik Schwarz-Rot-Gold sind.“

Das war in dieser Form zu dieser Zeit für ein ungeteiltes bzw. wiederzuvereinigendes Deutschland gemeint. Ebert begründete seinen Antrag folgendermaßen:

„Ich bin der Meinung, daß es kein besseres, in der deutschen Geschichte tiefer begründetes Zeichen der deutschen Einheit gibt, als die alten Reichsfarben Schwarz-Rot-Gold. Um dieses Banner scharten sich zu allen Zeiten die Kämpfer für Deutschlands Einheit, für eine glückliche Zukunft des Landes und des Volkes.

Ihr Tuch deckte die Leiber jener, die im Kampf gegen die feudale despotische Monarchie Preußens für Deutschlands Einheit und Freiheit ihr Leben gaben. Diese Stunde gebietet, die große Tradition der deutschen Geschichte wieder aufzunehmen und das Banner der deutschen Einheit über dem ganzen Land zu entrollen. Damit vollstrecken wir auch das revolutionäre Ergebnis der Kämpfe vom Jahre 1848.“

Dieser Antrag wurde einstimmig angenommen, auf den Tag genau hundert Jahre nach dem ersten Zusammentreten der deutschen Nationalversammlung in Frankfurt am Main. Nach der Gründung der Bundesrepublik Deutschland im Jahr 1949 wurde im selben Jahr die DDR gegründet. Beide Staaten behielten rund zehn Jahre lang die gleiche Staatsflagge, was in Europa mit seiner durch Erbteilungen geprägten Territorialgeschichte, insbesondere angesichts der Übereinstimmung der Flagge der Niederlande mit der Flagge Luxemburgs, nichts Ungewöhnliches darstellte.
Ab dem 1. Oktober 1959 setzte die DDR jedoch zur Abgrenzung in ihre Flagge das Staatswappen der DDR, ein goldenes Emblem bestehend aus Hammer und Zirkel, die von einem Ährenkranz umrankt sind. Diese sollten die Einheit von Bauern, Arbeitern und Intelligenz symbolisieren. Innenminister Karl Maron begründete dies vor der Volkskammer der DDR noch am selben Tag mit den Worten:

„Diese Ergänzung der Staatsflagge macht sich erforderlich, damit sich die DDR als der einzige rechtmäßige deutsche Staat auch in der Flaggenführung sichtbar von dem westzonalen Separatstaat unterscheidet.

Es genügt nicht, daß sich die beiden deutschen Staaten äußerlich nur durch ihre Hymne unterscheiden. Indem unsere Staatsflagge künftig Hammer, Zirkel und Ährenkranz, d. h. die Symbole unseres friedlichen Aufbaus trägt, wird sowohl für das deutsche Volk als auch für die ganze Welt sinnvoll veranschaulicht, daß unter dieser Flagge das neue Deutschland auftritt, dem die Zukunft gehört und von dem der Friede ausgeht.“

Flagge der gesamtdeutschen Olympiamannschaft 1960 und 1964 sowie der getrennten Mannschaften 1968

Von 1956 bis 1964 gab es eine gemeinsame olympische Mannschaft der beiden deutschen Staaten; sie verwendete die schwarz-rot-goldene Trikolore, ab 1960 (bis 1968) mit weißen olympischen Ringen im roten Streifen.
In der Bundesrepublik gab es anfangs viele Proteste gegen die sogenannte „Spalterflagge“. Das Hissen oder das Zeigen der Flagge der DDR war in der Bundesrepublik Deutschland zeitweilig strafbar. Diplomatische und konsularische Vertretungen der Bundesrepublik im Ausland versuchten, das Hissen dieser Flagge als „unfreundlichen Akt“ zu brandmarken und zu verhindern, wo es möglich war (siehe Hallstein-Doktrin und Alleinvertretungsanspruch).
Das begann sich erst in den Jahren 1969 und 1970 zuerst unter der Großen Koalition und dann im Zuge der Neuen Ostpolitik unter der sozialliberalen Koalition zu ändern. Wichtigstes gesamtdeutsches Ereignis dieser Zeit war das Treffen von Bundeskanzler Willy Brandt mit dem DDR-Ministerpräsidenten Willi Stoph in Erfurt. Protokollarische Anerkennung durch die Bundesrepublik Deutschland fanden Flagge und Hymne der DDR schließlich im Jahr 1987 anlässlich des Empfangs von Staatsratsvorsitzenden Erich Honecker durch Bundeskanzler Helmut Kohl vor dem Bundeskanzleramt in Bonn.
Auch die Deutsche Post der DDR hatte bis zum 1. Mai 1973 eine eigene Dienstflagge, die der Flagge der Deutschen Bundespost ähnelte, aber ein anderes Posthorn trug. Die gleiche Flagge hatte auch die Post in Westdeutschland in ihren Anfangsjahren von 1947 bis 1950 verwendet, als sie sich ebenfalls noch als Deutsche Post bezeichnete.

Handelsflagge, 1959–1973
Dienstflagge für Kampfschiffe und -boote der Volksmarine
Dienstflagge der Boote der Grenztruppen auf Elbe und Oder
Dienstflagge der Deutschen Post der DDR

### Deutsche Wiedervereinigung

DDR-Flagge mit herausgeschnittenem Emblem

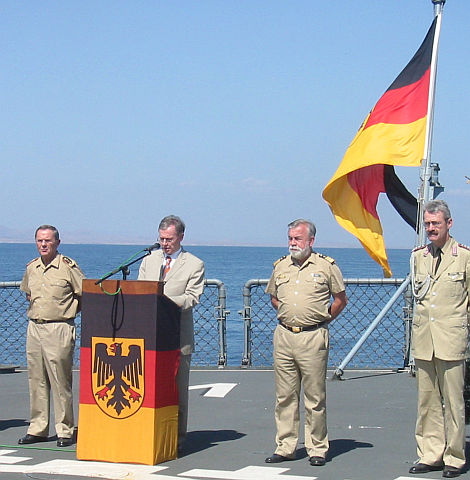
Ansprache des Bundespräsidenten Horst Köhler bei einem Auslandseinsatz der Bundeswehr

Im Zuge der Deutschen Wiedervereinigung gewannen die „deutschen Farben“ wieder eine große Bedeutung als Symbolträger des geschichtlichen Vorhabens. In der Zeit der Proteste gegen das SED-Regime verwendeten viele DDR-Bürger die schwarz-rot-goldene Trikolore ohne das DDR-Staatswappen, womit sie ihre Abkehr vom sozialistischen Staat bekunden wollten. In der Zeit zwischen dem Mauerfall und der Wiedervereinigung fanden sich auch Flaggen, bei denen das DDR-Staatswappen kreisrund herausgeschnitten war. Vorbild dafür waren die Ungarn, die 1956 die sozialistischen Symbole entfernt hatten. Auch die Rumänen trennten bei der Dezember-Revolution 1989 das sozialistische Staatswappen aus der rumänischen Nationalflagge heraus. Die Flagge mit dem fehlenden Staatswappen wird heute noch als Symbol von der Stiftung zur Aufarbeitung der SED-Diktatur verwendet.
Im Verfassungsentwurf des Zentralen Runden Tisches für die DDR, der im Frühjahr 1990 der neu gewählten Volkskammer und der Öffentlichkeit übergeben wurde, war ebenfalls eine schwarz-rot-goldene Flagge, in der das alte DDR-Staatswappen durch das Symbol der unabhängigen Friedensbewegung der DDR „Schwerter zu Pflugscharen“ ersetzt wurde, als DDR-Staatsflagge vorgesehen.
Der feierliche Akt der Wiedervereinigung wurde dann auch um Mitternacht vom 2. Oktober auf den 3. Oktober 1990 mit dem Hissen einer besonders großen schwarz-rot-goldenen Flagge an einem dafür speziell errichteten Flaggenmast vor dem Reichstagsgebäude in Berlin begangen: der Fahne der Einheit.
Generell wird bis heute in der politischen Kultur Deutschlands die Verwendung nationaler Symbole zurückhaltender gehandhabt als in vielen anderen Ländern Europas. Die Erinnerung an den Missbrauch derartiger Symbole im 20. Jahrhundert ist weiterhin gegenwärtig, so dass vielen ein unbefangener Umgang nicht möglich scheint. Diese Zurückhaltung bezieht auch die Farben Schwarz-Rot-Gold mit ein, obwohl die beiden Weltkriege unter anderen Farben ausgetragen wurden. In den letzten Jahren ist jedoch ein vorsichtiger Trend zu erkennen, wonach es auch für Deutsche wieder „normaler“ wird, sich zu Deutschland zu bekennen und auch die Nationalfarben zu zeigen, vor allem bei internationalen Sportveranstaltungen ab den 1990er Jahren. Bei der Fußball-Weltmeisterschaft 2006 entwickelte sich ein regelrechter Deutschland-Flaggen-Boom. Daneben benutzen viele Deutsche die Flaggen ihrer Bundesländer oder andere regionale Flaggen.
Die deutschen ISAF-Truppen in Afghanistan liefen Gefahr, dass ihre Fahrzeuge aufgrund der Ähnlichkeit mit einigen Flaggen des Landes verwechselt wurden. Daher wurde dem Bild der Bundesflagge der weiße Schriftzug „Deutschland“ auf Darī zugefügt.

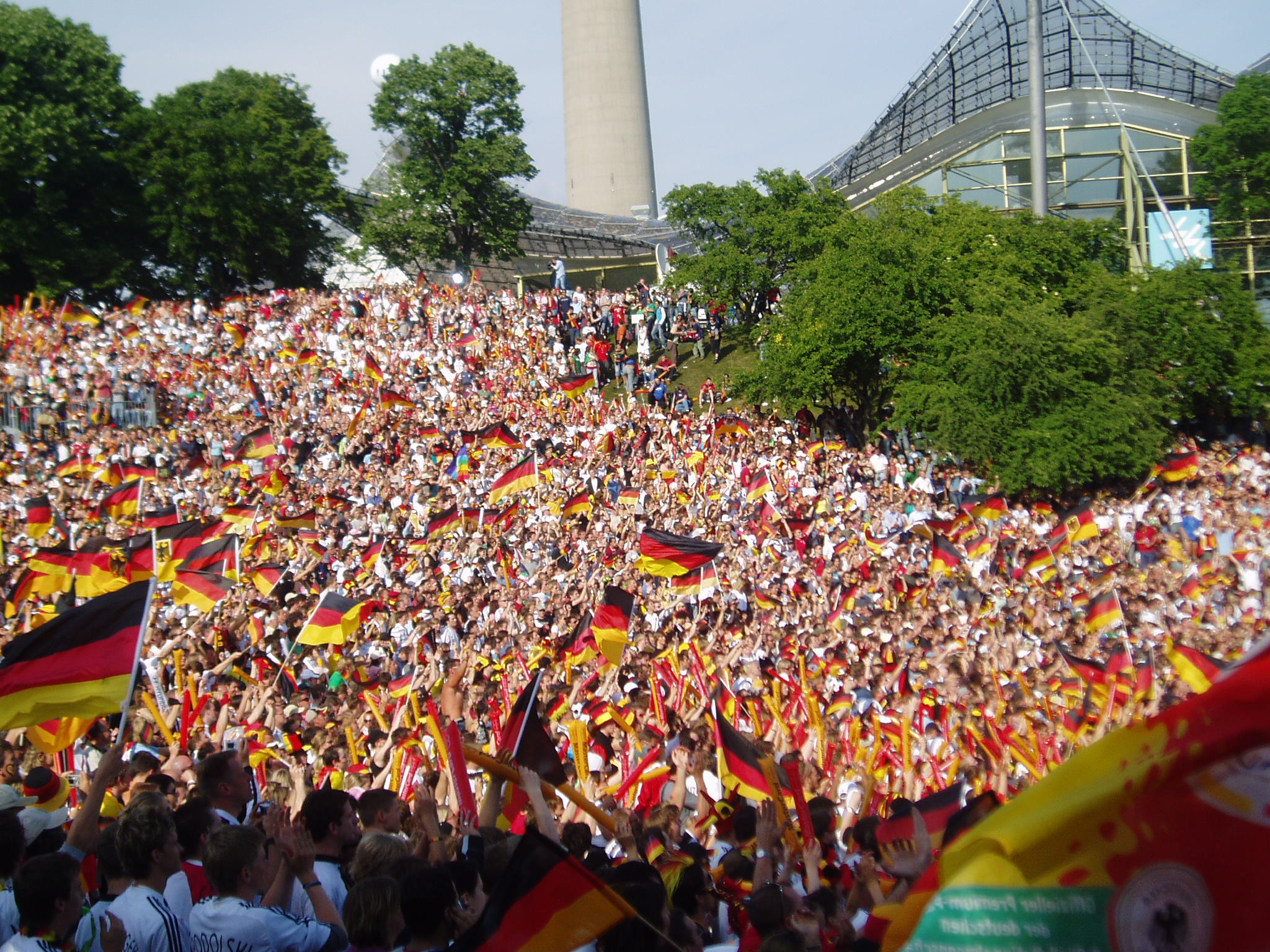
Deutsche Fußballfans während der Fußball-WM 2006
Flaggensymbol der deutschen ISAF-Truppen in Afghanistan
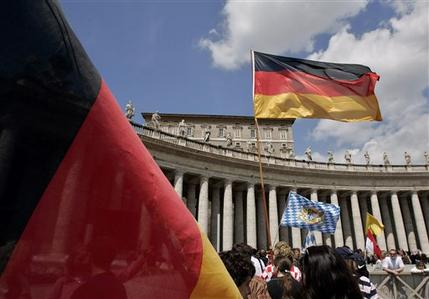
Petersplatz: Mit deutschen und bayerischen Flaggen feiern deutsche Pilger die Wahl Papst Benedikts XVI.

## Verwendung bei rechtspopulistischen Demonstrationen

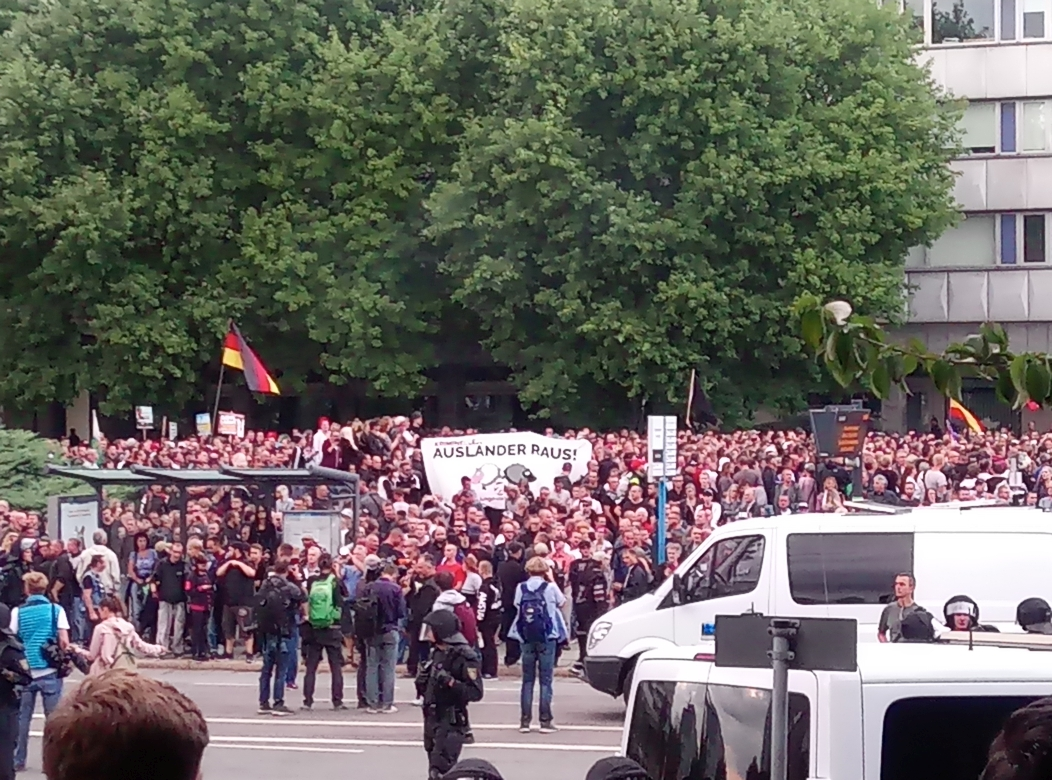
Demonstration in Chemnitz (27. August 2018)

Mit dem Aufkommen von Pegida wurde die deutsche Trikolore (teils verkehrt herum, wie sie auch beim Hambacher Fest präsentiert worden war – siehe oben), aber auch die Wirmer-Flagge immer häufiger bei Demonstrationen von Rechtspopulisten und Rechtsextremen verwendet – so auch bei den Ausschreitungen in Chemnitz 2018. Bundespräsident Frank-Walter Steinmeier nahm dies zum Anlass, in seiner Rede am 9. November 2018 zu kritisieren:

„Es war insbesondere die Flagge der Republik, auf die es ihre Feinde abgesehen hatten und die sie immer wieder in den Schmutz zogen: Schwarz-Rot-Gold, die Farben der deutschen Freiheitsbewegung seit dem Hambacher Fest von 1832. Das allein ist Grund genug, den 9. November 1918 aus dem geschichtspolitischen Abseits zu holen! Wer heute Menschenrechte und Demokratie verächtlich macht, wer alten nationalistischen Hass wieder anfacht, der hat gewiss kein historisches Recht auf Schwarz-Rot-Gold. Den Verächtern der Freiheit dürfen wir diese Farben niemals überlassen! Sondern lassen Sie uns stolz sein auf die Traditionslinien, für die sie stehen: Schwarz-Rot-Gold, das sind Demokratie und Recht und Freiheit!“

## Weitere Verwendung

### Die Fürstentümer Reuß-Greiz, Reuß-Gera und Waldeck-Pyrmont

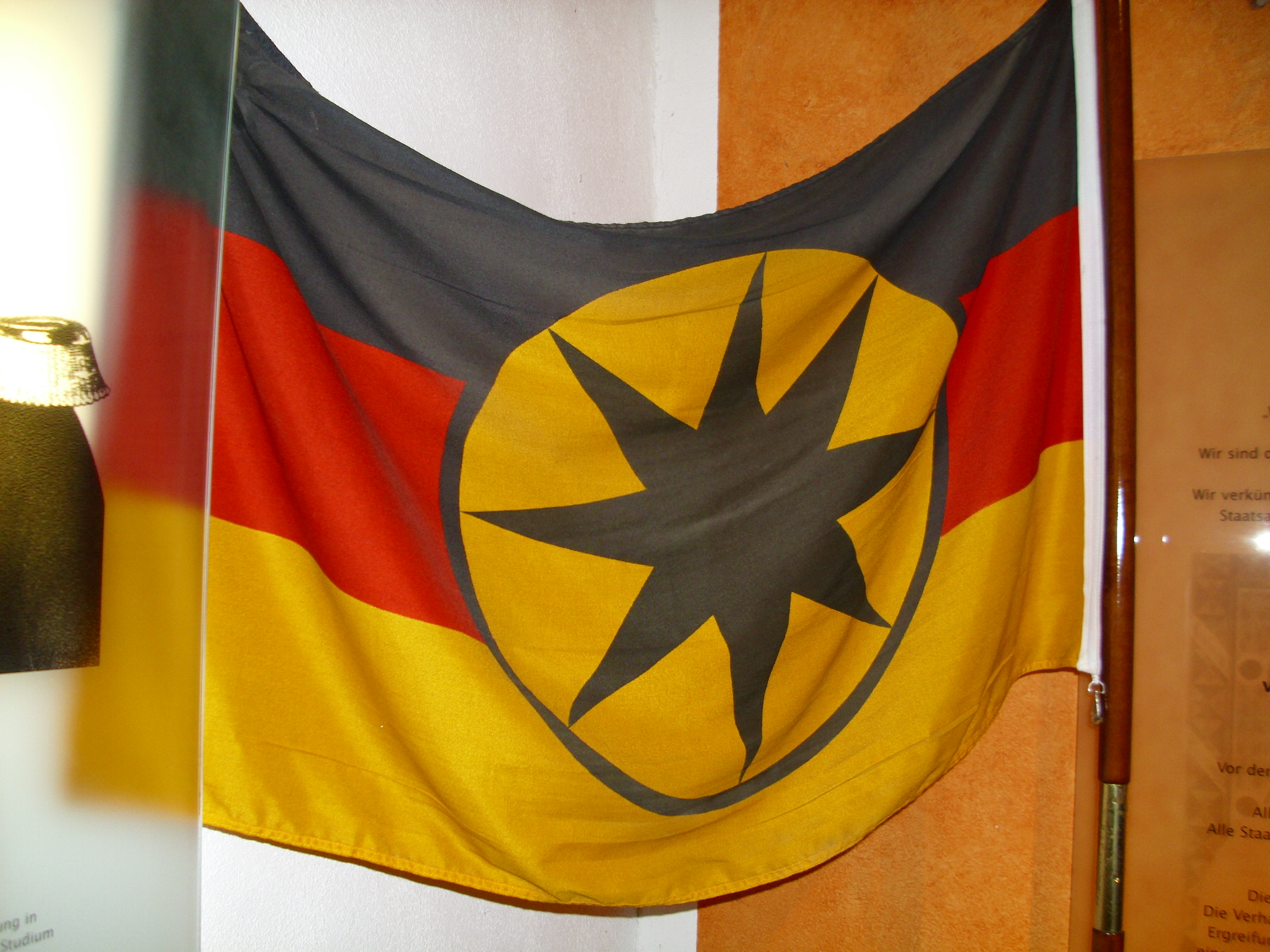
Flagge Waldeck-Pyrmonts im Schlossmuseum Waldeck

Drei Fürstentümer des Deutschen Bundes und des späteren Deutschen Kaiserreichs verwendeten Schwarz-Rot-Gold als Landesfarben.
1814 verfügte der Fürst von Waldeck-Pyrmont für seine Milizionäre, dass sie als Erkennungszeichen eine schwarz-gelb-rote Kokarde tragen sollten. Gelb und Schwarz waren bereits im 17. Jahrhundert die Farben des Fürstentums. Die Abbildung einer Flagge im Archiv von Bad Wildungen zeigt eine rot-gelb-schwarze Flagge mit einem schwarzen Stern im Zentrum und der Jahreszahl 1775. Da angenommen wird, dass Wildungen keine eigene Flagge besaß, sondern die Flagge des Landes benutzte, wird diese dem Fürstentum zugeordnet. 1830 entsandte Waldeck ein Bataillon in das Bundesheer. Dieses verwendete die schwarz-rot-goldene, horizontale Trikolore. Ab etwa 1890 wurde zusätzlich das Fürstenwappen in dessen Standarte verwendet.
Auch in der 5. Strophe des „Waldecklieds“ finden sich die Landesfarben:

„Schwarz-Rot-Gold sind meine Landesfarben,

dunkler Nacht folgt gold’nes Morgenrot.

Für Alldeutschland Waldecks Söhne starben,

deutsche Treu’ bewahrend bis zum Tod.“

Die Flagge wurde auch nach der Umwandlung des Fürstentums in einen Freistaat 1918 beibehalten, bis dieser schließlich 1929 Preußen eingegliedert wurde.
Die Farben des Fürstenhauses Reuß waren bereits im 17. Jahrhundert Schwarz und Gold. Seit den Zeiten des Rheinbundes ist auch Rot als dritte Farbe belegt. 1820 wurden Schwarz-Rot-Gold als Landesfarben der Reuß’schen Fürstentümer festgelegt. Während die ältere Linie die Farben für ihre Flagge als horizontale Streifen verwendete, zeigte die jüngere Linie die Trikolore im französischen Stil, also in vertikaler Anordnung. Die beiden Fürstentümer wurden 1918 zu Freistaaten umgewandelt. 1919 wurde aus den beiden Reuß-Staaten der Volksstaat Reuß, der die schwarz-rot-goldene, horizontale Trikolore verwendete. 1920 wurde er in Thüringen eingegliedert.

Waldeck-Pyrmont
Reuß jüngere Linie (Reuß-Gera)
Reuß ältere Linie (Reuß-Greiz)

### Inoffizielle Flaggen
Trotz Verbots der unbefugten Verwendung der Bundesdienstflagge oder einer dieser zum Verwechseln ähnlich sehenden Flagge, wie z. B. der deutschen Bundesflagge mit dem Bundeswappen Deutschlands nach § 124 OWiG, wird diese inoffizielle Flagge (auch als „Bundeswappenflagge“ bezeichnet), sehr häufig im Rahmen internationaler Sportereignisse, wie z. B. einer Fußball-Weltmeisterschaft, von den deutschen Fans genutzt. Da diese Art der Verwendung jedoch als „sozialadäquat“ und somit nicht als rechtswidrig gilt, wird sie geduldet und nicht als Ordnungswidrigkeit geahndet.
Vor allem bei Fußballspielen wird als Symbol der Deutsch-Türken eine schwarz-rot-goldene Flagge mit dem türkischen, weißen Halbmond und fünfzackigen Stern im roten Streifen, manchmal auch darüber hinausgehend, verwendet. Diese Flagge hat aber keinen offiziellen Hintergrund, sondern wird von Privatpersonen oder als griffiges Symbol in den Medien benutzt.

Inoffizielle Kombination aus Bundesflagge und Staatswappen
Deutsch-Türkische Flagge

## Schwarz-Rot-Gold oder Schwarz-Rot-Gelb?
In einem Urteil aus dem Jahr 1959 führte der Bundesgerichtshof aus:

„[Die] Bezeichnung der Bundesfarben als schwarz-rot-gelb, verbunden mit der sich harmlos gebenden Erörterung, ob ‚Gold eine Farbe‘ sei […] stellt […] das Wiederhervorholen einer der hämischsten Goebbels’schen Kampfparolen gegen die durch die Bundesfarben verkörperten Verfassungsgedanken der freiheitlichen Demokratie dar. Die Redewendung ‚schwarz-rot-gelb‘ hat […] durch jahrelange nationalsozialistische Hetze die Bedeutung einer bösartigen Beschimpfung des demokratischen Staatssymbols erlangt.“

Dieser Entscheidung aus dem Jahr 1959 steht eine Entscheidung des Bundesverfassungsgerichts vom 15. September 2008 entgegen. Hier gab das Gericht der Beschwerde eines Neonazis statt, der von verschiedenen Strafgerichten verurteilt worden war, weil er die Farben der deutschen Nationalflagge in einer öffentlichen Rede als „Schwarz-Rot-Senf“ bezeichnet hatte, wie es rechtsextreme Kräfte bereits in der Weimarer Republik taten.

Version in Schwarz-Rot-Gold

Bei heraldischer Betrachtung lässt sich indes vertreten, was Arnold Rabbow prägnant formulierte:

„Die deutschen Flaggenfarben sind in der Praxis wie in der Weimarer Zeit schwarz-rot-gelb, aber sie heißen schwarz-rot-gold.“

Das Flaggengesetz von 1848 bezeichnete hingegen den untersten Streifen der Flagge ausdrücklich als gelb.
Man unterscheidet in der Heraldik zwischen „Farben“ (Blau, Rot, Purpur, Schwarz, Grün) und den „Metallen“ Gold und Silber, die man üblicherweise durch Gelb und Weiß darstellt. Es gilt die Regel, dass nicht Farbe auf Farbe und nicht Metall auf Metall folgen darf. Gleichwohl ist die heraldische Sichtweise nicht zwingend. Die Bundesflagge stellt einen heraldischen Verstoß dar, weil hier die Farben Schwarz und Rot aufeinander folgen; richtig müsste der goldene Streifen, wie bei der Flagge Belgiens, zwischen den beiden Farben angeordnet sein. Die Deutsche Nationalversammlung setzte sich jedoch 1848 zugunsten der damals bereits üblich gewordenen Farbenfolge bewusst über die Regel hinweg. Auch befindet sich im Plenarsaal des Deutschen Bundestages seit 1949 eine Flagge mit einem goldenen dritten Streifen. Die Originalflagge schenkte die Regierung des Landes Nordrhein-Westfalen dem Parlament anlässlich seines ersten Zusammentretens in Bonn als Nachbildung der so genannten Hambacher Hauptfahne; wegen Verschleißerscheinungen wurde sie 1999 während der parlamentarischen Sommerpause durch eine originalgetreue Nachbildung ersetzt. Bei der erhalten gebliebenen Hambacher Hauptfahne von 1832 ist der dritte Streifen ebenso mit Goldfäden gewebt wie etwa auch bei der im Stadtmuseum Rastatt befindlichen Fahne aus dem Jahr 1848. Da die Anordnung über die deutschen Flaggen vom 13. November 1996 (BGBl. I, S. 1729) von „goldfarben“ spricht und die Flaggen im Anhang 1 (S. 1730) auch so bildlich dargestellt sind, ist die (seltene) Darstellung mit metallischem Farbton nicht nur historisch begründbar, sondern bei rechtlicher Betrachtung sogar vorzuziehen. Auf den Hinweis des Heraldikers Rabbow, dass nur schwarz-rot-gelbe Flaggen zu sehen seien, das Bundesinnenministerium aber gleichwohl der Übung der Weimarer Republik folge und in den Flaggenmustern einen goldfarbenen Streifen vorschreibe, erhielt er seinerzeit vom Ministerium folgende Antwort: „… Die Tatsache, daß trotz der Bezeichnung ‚gold‘ die Flaggen in Wirklichkeit kein Gold, sondern Gelb zeigen, ist allein darauf zurückzuführen, daß die Herstellung eines textilen Goldes bisher technisch nicht möglich war. Es wird jedoch bei allen amtlichen Mustern größter Wert darauf gelegt, daß dort, wo die Flaggenfarbe mit ‚gold‘ bezeichnet wird, in der Darstellung auch tatsächlich Gold und nicht Gelb wiedergegeben wird, soweit dies nur irgendwie technisch möglich ist.“ Der brandenburgische Generalstaatsanwalt Erardo Rautenberg hat jedenfalls für seinen Dienstsitz in Brandenburg an der Havel 2009 eine Deutschlandflagge angeschafft, bei der der dritte Streifen aus Goldlurex besteht.
Auf der Grundlage des Beschlusses des Bundeskabinetts vom 2. Juni 1999 wurde aber das Corporate Design der Bundesregierung entwickelt. Für die technische Beschreibung verwendet die Bundesregierung momentan folgende RAL-Farbwerte, mit deren Entsprechung im Pantone- und CMYK-System für Wort-Bild-Marken („Logos“) und RGB für Online-Medien:
| Farbe   | RAL                       | Pantone                                                                          | CMYK        | RGB (Hex und Farbe) |
| ------- | ------------------------- | -------------------------------------------------------------------------------- | ----------- | ------------------- |
| Schwarz | 9005 Tiefschwarz 0A 0A 0D | Black                                                                            | 0-0-0-100   | 00 00 00            |
| Rot     | 3020 Verkehrsrot C1 12 1C | 485                                                                              | 0-100-100-0 | FF 00 00            |
| Gold    | 1021 Rapsgelb EE C9 00    | Yellow: 765 g, Red 032: 26 g, Black: 11 g, transp. White: 198 g, Alternativ 7405 | 0-12-100-5  | FF CC 00            |

## Schwarz-rot-gelbe Flaggen ohne direkten deutschen Bezug
Als Farbe des Blutes ist Rot eine der am häufigsten verwendeten Farben bei Flaggen. Gelb als Symbol für Reichtum findet sich ebenfalls oft wieder. Schwarz kommt vor allem bei den Panarabischen Farben (Schwarz-Weiß-Rot) vor und bei Flaggen mit afrikanischen Hintergrund, wo Schwarz für die Hautfarbe der Bevölkerung steht. Immer wieder findet sich daher auch die Kombination von Schwarz mit den Panafrikanischen Farben Grün-Gelb-Rot, wie zum Beispiel in den Flaggen von Mosambik und Simbabwe.
Deutschlands Nachbarland Belgien verwendet eine vertikale schwarz-gelb-rote Trikolore. Die Farben dieser Flagge stammen aus dem Wappen des Herzogtums Brabant (Burgundischer Reichskreis des Heiligen Römischen Reiches Deutscher Nation), einem goldenen Löwen, rot bewehrt, auf schwarzem Grund, und haben daher eine historische Verbindung zu den deutschen Nationalfarben.
Eine weitere Trikolore in den Farben benutzte die Transkaukasische Demokratisch-Föderative Republik, die zwischen dem 22. April und dem 28. Mai 1918 bestand. Bei ihrer Flagge war die Reihenfolge Gelb-Schwarz-Rot.
Papua-Neuguinea verwendet u. a. die Farben Schwarz, Rot und Gelb in seiner Flagge, die Teile der alten Wappen der beiden ehemaligen Kolonien zeigt, aus denen Papua-Neuguinea entstanden ist – aus Deutsch-Neuguinea und Britisch-Neuguinea. Zudem spielen diese Farben traditionell auch in der Volkskunst des Landes eine Rolle.
Der venezolanische Bundesstaat Miranda führt seit 2006 eine schwarz-rot-gelbe Trikolore mit sechs weißen Sternen und in der Gösch einer Sonne mit Olivenkranz und dem Staatsmotto Libertad o Muerte. Die drei Farben symbolisieren die verschiedenen Bevölkerungsgruppen des Bundesstaates. Diese Flagge, deren Ähnlichkeit zur deutschen Flagge zufällig ist, geht auf die historische Militärflagge von Francisco de Miranda zurück. Der Präsident der Venezolanischen Vereinigung für Symbolkunde hierzu:

„[…] Wegen ihrer offensichtlichen Ähnlichkeit zu der Flagge der Bundesrepublik Deutschland mussten die Befürworter der neuen Flagge – die Monate zuvor angekündigt worden war und seitdem in befreundeten Foren diskutiert wurde – dieser noch ein eigenes Element hinzufügen; sie entschieden sich für sechs fünfzackige Sterne […].“

Die Gemeinde Tetovo in Nordmazedonien führt eine horizontale Trikolore mit einem breiten roten und jeweils einem schmalen schwarzen und gelben Streifen. Rot ist eine Farbe, die von beiden großen Bevölkerungsgruppen Tetovos, Albanern und Mazedoniern, traditionell verwendet wird. Bei den Albanern in Verbindung mit Schwarz, bei den Mazedoniern in Verbindung mit Gelb.
Die People’s Progressive Party PPP in Guyana verwendet eine vertikale Trikolore in Schwarz, Rot und Gelb. Diese Farben finden sich, neben Grün, auch in der Flagge Guyanas.
Die Stämme der Seminolen und der Mikasuki in Florida führen eine Flagge mit vier horizontalen Streifen in Weiß, Schwarz, Rot und Gelb; bei einigen Verwendungen befindet sich das Siegel des jeweiligen Stammes im Zentrum.
Die australischen Aborigines verwenden eine horizontal geteilte schwarz-rote Flagge mit einer gelben Scheibe im Zentrum.
Siehe auch: Flagge Angolas, Flagge Bruneis, Flagge Osttimors, Flagge Ugandas